# 撒迪厄斯·史蒂文斯
撒迪厄斯·史蒂文斯（英語：Thaddeus Stevens，1792年4月4日—1868年8月11日）是宾夕法尼亚州联邦众议员，19世纪60年代激进派共和党领袖，极力反对奴隶制和针对非裔美国人的歧视。他在重建时期力图维护黑人权利，引领反对派对抗美国总统安德鲁·约翰逊。南北战争期间，史蒂文斯在美国众议院筹款委员会主席位置发挥重要作用，集中精力打击邦联。他通过新税收项目和借贷为战争筹资，粉碎奴隶主利益集团，终结奴隶制，确保所有解放的黑奴享有平等权利。
史蒂文斯出身佛蒙特州乡村贫苦家庭，患有先天马蹄内翻足导致终身跛足。他长大后前往宾夕法尼亚州，很快成为蓋茨堡的成功律师。参与市政事务后，他对政治产生浓厚兴趣并入选宾夕法尼亚州众议院，极力鼓吹免费公立教育。1842年，史蒂文斯因财政问题迁居兰开斯特工作，在此加入辉格党后于1848年入选国会。担任律师和议员期间他坚决对抗奴隶制，此举当时非常不得民心，史蒂文斯1852年干脆放弃竞选连任。与一无所知运动眉来眼去一段时间后，他加入新成立的共和党，1858年再度当选联邦众议员。史蒂文斯和马萨诸塞州联邦参议员查尔斯·萨姆纳等激进分子合作，反对奴隶制扩张，面对战争也拒绝向南方让步。
史蒂文斯主张内战结束后彻底终结奴隶制，但亚伯拉罕·林肯总统立场温和，迟迟不愿支持他的立场，令史蒂文斯深感挫败。身为筹款委员会主席，他推动金融立法在众议院通过。随着战争局势日趋明朗，北方胜利指日可待，史蒂文斯在废除奴隶制的立场上更进一步，主张没收种植园主土地分配给刚刚解放的奴隶，确保非裔美国人在未来的南方占据一片天。但温和派共和党人觉得他的方案过于激进，拒绝通过。
1865年4月林肯遇刺后，新总统约翰逊决定尽快恢复南方各州的地位，同时又不给予刚刚解放的奴隶任何保障。史蒂文斯无法容忍，带领激进共和党人与国会一起全力对抗总统。赢得1866年选举后，激进共和党人从约翰逊手中夺过南方重建主控权。他的最后一战是确保众议院通过动议弹劾约翰逊，但参议院最后没有定罪。历史学界对史蒂文斯的看法多年来变化很大，20世纪早期历史学家认为他行事鲁莽，对南方白人满腔仇恨；但从20世纪50年代开始直到如今，人们普遍认可他对人人平等的毕生追求。

## 早年经历和教育
史蒂文斯1792年4月4日生于佛蒙特州喀里多尼亚县丹维尔，父亲约书亚·史蒂文斯务农并做皮匠活艰难维持家中生计，母亲原名莎拉·莫里尔，嫁人后改随夫姓。两人信奉浸信会，1786年左右从马萨诸塞州移居佛蒙特州，共育有四子，撒迪厄斯排行第二，名字源于投身美国革命的波兰将领塔德乌什·柯斯丘什科。撒迪厄斯一足患有先天马蹄内翻足，当时人们认为这是天神对父母暗中所犯罪孽的惩罚，他哥哥双脚都有相同疾病。此后家中又有两个儿子出生，虽然都没有先天残疾，但约书亚仍然抛妻弃子从此不知所踪，估计他死于1812年战争的奥斯威戈堡战役。
莎拉·史蒂文斯竭力经营农场养活孩子，穷人的孩子早当家，几个儿子助力越来越大。她决心让后人出人头地，1807年举家迁至同县小镇佩奇姆，还把撒迪厄斯送进喀里多尼亚文法学校（又名佩奇姆学院）。同学对他的残疾百般嘲弄，之后回忆又称他“执拗而刚强”，“极其渴望接受教育”。
获佛蒙特大學录取后，史蒂文斯的学业因1812年战争期间联邦政府占用校园建筑暂停。此后他前往新罕布什尔州汉诺威的达特茅斯学院读大二，成绩优异却未能入选美国大学优等生荣誉学会，据称这对史蒂文斯打击很大。
史蒂文斯1814年从达特茅斯学院毕业并获选在毕业典礼发言，然后返回佩奇姆并短暂从事教育工作，还师从约翰·马托克斯研习法律。史蒂文斯的朋友塞缪尔·梅里尔从佛蒙特州移居宾夕法尼亚州约克后当上约克学院导师，两人保持通信往来，史蒂文斯于1815年初获邀前往该校任教。在约克教书育人期间，他还在大卫·科塞特手下继续攻读法律。

## 宾夕法尼亚州律师兼政治家

### 盖茨堡律师
史蒂文斯研读法律期间还在约克学院教学，但当地律师通过决议，不允许学习法律期间从事其他工作的人通过律师执业资格考试，此举很可能就是专门针对史蒂文斯。据史蒂文斯之后回忆，他毫不气馁地携带四瓶马德拉酒前往附近的马里兰州哈福德县考试委员会面试，众委员一共也没问他几个问题，大家酒倒是喝掉不少。第二天早上他离开贝莱尔，身上带有准许他在全国各地执业的证书。史蒂文斯前往亞當斯縣县城蓋茨堡，并在1816年9月开办律师事务所。
史蒂文斯在盖茨堡还是新面孔，律师事业起步艰难。1817年中期他时来运转，接手农民欠债杀警案辩护，当事人因欠债入狱，后来又杀死之前逮捕他的其中一名警察。虽然法庭最终裁定他的当事人败诉，但史蒂文斯的辩护令当地人颇感佩服，此后生意不断上门。史蒂文斯经常在上庭辩论时讽刺他人，这也成为他之后从政的显著特点，法官曾指控他藐視法庭，对此史蒂文斯回答：“法官大人，我已经尽量掩饰”。
1868年史蒂文斯去世后，后人普遍认可他的律师才能。执业期间，亚当斯县上诉至賓夕法尼亞州最高法院的前十起案件均有他参与，其中九起胜诉。但史蒂文斯后来表示，希望“巴特勒诉德拉普拉恩案”以他的当事人败诉告终，当时法庭认可他的辩词，将希望获得自由身的奴隶重新判为奴隶主财产。
史蒂文斯还在盖茨堡开始从政，1822至1831年共六次入选镇议会，每次任期一年，还当上议会主席。他把当律师所赚收入投入盖茨堡房地产，1825年便成为当地头号大地主，还入股镇外许多高爐。与资产增长相伴而来的是敌人增多，盖茨堡某黑人孕妇死亡后，报社收到暗示史蒂文斯应对此负责的匿名信，谣言此后持续困扰他好些年。1831年反对他的报纸刊发信件指名道姓地宣称他是杀人凶手，史蒂文斯起诉该报诽谤并胜诉。

### 反共济会党
史蒂文斯加入的第一个政党是反共济会党。1826年，紐約上州共济会人士威廉·摩根失踪，推定已经死亡。外界普遍认为摩根死于共济会同胞之手，因为他们反对摩根在著作中曝光共济会的秘密仪式，事件导致反共济会浪潮风起云涌。约翰·昆西·亚当斯反对派推举的总统候选人安德鲁·杰克逊便是共济会人士，对反对者报以嘲笑。1828年杰克逊当上总统，反共济会人士于是同反杰克逊和反对傑克遜民主政策的势力密切合作。
杰克逊的追随者来自昔日民主共和黨，后来发展成如今的民主党。同为律师的詹姆斯·布坎南告诉史蒂文斯，只要支持杰克逊就能在政坛更进一步，但史蒂文斯出于原则无法支持杰克逊。在他看来，反共济会就是对抗杰克逊的手段，此外共济会拒绝“瘸子”加入，此举可能在私人角度引起史蒂文斯反感。史蒂文斯积极对抗共济会，大部分宾夕法尼亚州居民放弃时他还在坚持。为他立传的汉斯·特雷福斯认为，史蒂文斯在19世纪20年代后期因疾病大量脱发，此后一直头戴假发，其中很多都不合适，这种病症当时容易招人厌恶，可能导致他心中更加抑郁，以致狂热地反对共济会。
1829年，反共济会运动已经发展成反共济会党，在宾夕法尼亚州中部农村地区颇得民心。史蒂文斯很快成为党内头面人物，参与党派1830和1831年的两次全国代表大会。他在1831年大会上支持联邦最高法院大法官约翰·麦克林代表党派竞选美国总统，但获提名的是前司法部长威廉·沃特。杰克逊轻易连任，沃特仅在佛蒙特州胜出，如此惨败导致反共济会党在大部分州瓦解冰消，只有宾夕法尼亚州此后多年仍在蓬勃发展。
1833年9月，宾夕法尼亚州众议院决定组建委员会调查共济会，选民将反共济会党人史蒂文斯送往州首府哈里斯堡，任期一年。他对共济会口诛笔伐，引起的关注远远超出宾夕法尼亚州地界，迅速成为立法事务专家。1835年，民主党分裂促使反共济会党取得宾夕法尼亚州议会多数席位。议会授权史蒂文斯发出传票，他传召曾是共济会人士的州内政要，其中包括州长乔治·沃尔夫。证人援引美國憲法第五修正案保持沉默，但史蒂文斯的严辞谴责激发反弹，其他反共济会党员主动中止调查。此事导致史蒂文斯1836年竞选连任惨败，反共济会议题也在宾夕法尼亚州寿终正寝，但他后来还是坚决反对共济会直到去世。

### 鼓吹教育
史蒂文斯迁居盖茨堡后很快就开始提倡普及教育。此时全美只有新英格兰向所有居民提供免费公立教育。宾夕法尼亚州只有費城提供免费教育，其他地区居民必须宣赤贫人誓言，向上帝保证自己一贫如洗才能免交学费送子女入学。史蒂文斯向公众开放藏书丰富的私人图书馆，放弃镇议会主席职务，觉得在校董事工作更有意义。1825年，亚当斯县选民推举他担任盖茨堡学院董事。学校逐渐衰败，史蒂文斯促使县上选民同意代校清偿债务，将该校转卖为信义宗神学院。1831年，该校已更名宾夕法尼亚学院并获大学学历授予资格，1921年又更名葛底斯堡学院。史蒂文斯将足以新建楼房的土地送给该校，多年间一直担任校董事。

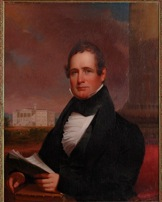
葛底斯堡学院收藏的史蒂文斯肖像，雅各布·艾希霍兹创作

1834年4月，史蒂文斯与沃尔夫州长合作推动州议会制订法案，准许全州各选区自行表决是否建立并以税款运营公立学校。盖茨堡选民对两个议题都选择赞成，并推举史蒂文斯主管学校，他在这个位置上持续工作到1839年。然而，州内许以万计的选民签字呈请取消新法，宾夕法尼亚州参议院以绝对多数通过废除法案，外界普遍认为法案很快会在众议院通过并颁布，史蒂文斯的反对根本无济于事。1835年4月11日，他在议会起身发言捍卫新教育体系，现场说明为什么新体系不会浪费反而能节约金钱。他批评反对者一心想让劳苦大众在不如他们的社会阶层中越陷越深，谴责富裕阶层贪得无厌，对穷困平民缺陷同情：“让每个活着的人都记得你、感激你，而不是用黄铜或大理石来给自己立碑。”法案最终未获通过，史蒂文斯广受赞誉。不过，特雷福斯认为史蒂文斯的辩论对这次胜利影响不大，更主要的原因是他和沃尔夫州长的影响力。

### 政治变革，移居兰开斯特
1838年，史蒂文斯再度竞选州议员，希望反共济会党人和新兴的辉格党人能联合占据多数席位，进而推举他当选联邦参议员，随之而来的竞选无论按任何时代的标准都太显肮脏。结果民主党人当上州长，辉格党占据参议院多数议席，众议院尚存争议，属费城的多个议席归属存疑。史蒂文斯拿下亚当斯县代表席位，然后企图确保费城的民主党人落选，这样辉格党就能占据多数议席选举议长，并推举他出任联邦参议员。史蒂文斯的策略引起反弹，辉格党和民主党都宣称占据众议院多数席位，混乱引发民众暴动。州政府出动民兵平乱，事件史称“鹿弹战争”，民主党最终控制众议院。史蒂文斯虽然1842年大部分时间继续在议会任职，但政治影响大受打击，辉格党人认为他应对事态失控负责，而且越来越不愿意让尚未加入辉格党的史蒂文斯占据主导，哪怕他还是一直支持该党重视商业和开发的立场。1840年总统大选期间，史蒂文斯为辉格党候选人、前军队将领威廉·亨利·哈里森竞选。他后来声称哈里森一度承诺在当选后任命他进入内阁，但却没有兑现。不过，哈里森就职仅一个月后病逝，史蒂文斯对新政府无论有多大影响都到此为止，继任的副总统约翰·泰勒是南方人，对史蒂文斯反对奴隶制的立场极其敌视。
史蒂文斯是盖茨堡最成功的律师，但商业领域出现的问题依然导致他负债累累。他不愿利用破产法脱身，决定搬到人口更多的城市赚钱还债。1842年，史蒂文斯迁居兰开斯特开办律师事务所。他知道反共济会党和辉格党在兰开斯特县优势显著，所以这里肯定能充当他的政治基地。史蒂文斯很快成为全市收入最高的律师，1848年他的欠债已降至三万美元，不久便全部还清。他还在兰开斯特聘请穆拉托人（黑人和白人混血）莉迪亚·汉密尔顿·史密斯当管家，史密斯一直工作为史蒂文斯工作到他去世。

## 废奴立场，内战爆发前的国会议员生涯

### 观念转变
19世纪30年代极少有人期望立即铲除奴隶制，废奴运动兴起不久，刚刚出现威廉·劳埃德·加里森这样采取斗争的人物。史蒂文斯传记作者对传主决心对抗奴隶制的原因看法不一，理查德·库伦特1942年的著作认为他是出于政治野心；1959年福恩·布罗迪发表颇具争议的心理传记，认为足部残疾对史蒂文斯心理影响很大，令他更加同情弱者、同情受压迫的奴隶。 特雷福斯1997年著作认可布罗迪的看法，还称传主对“巴特勒诉德拉普拉恩案”的悔意很可能也有影响，但政治野心说法不大靠谱，因为极力反对奴隶制实际上对史蒂文斯的从政生涯不利。

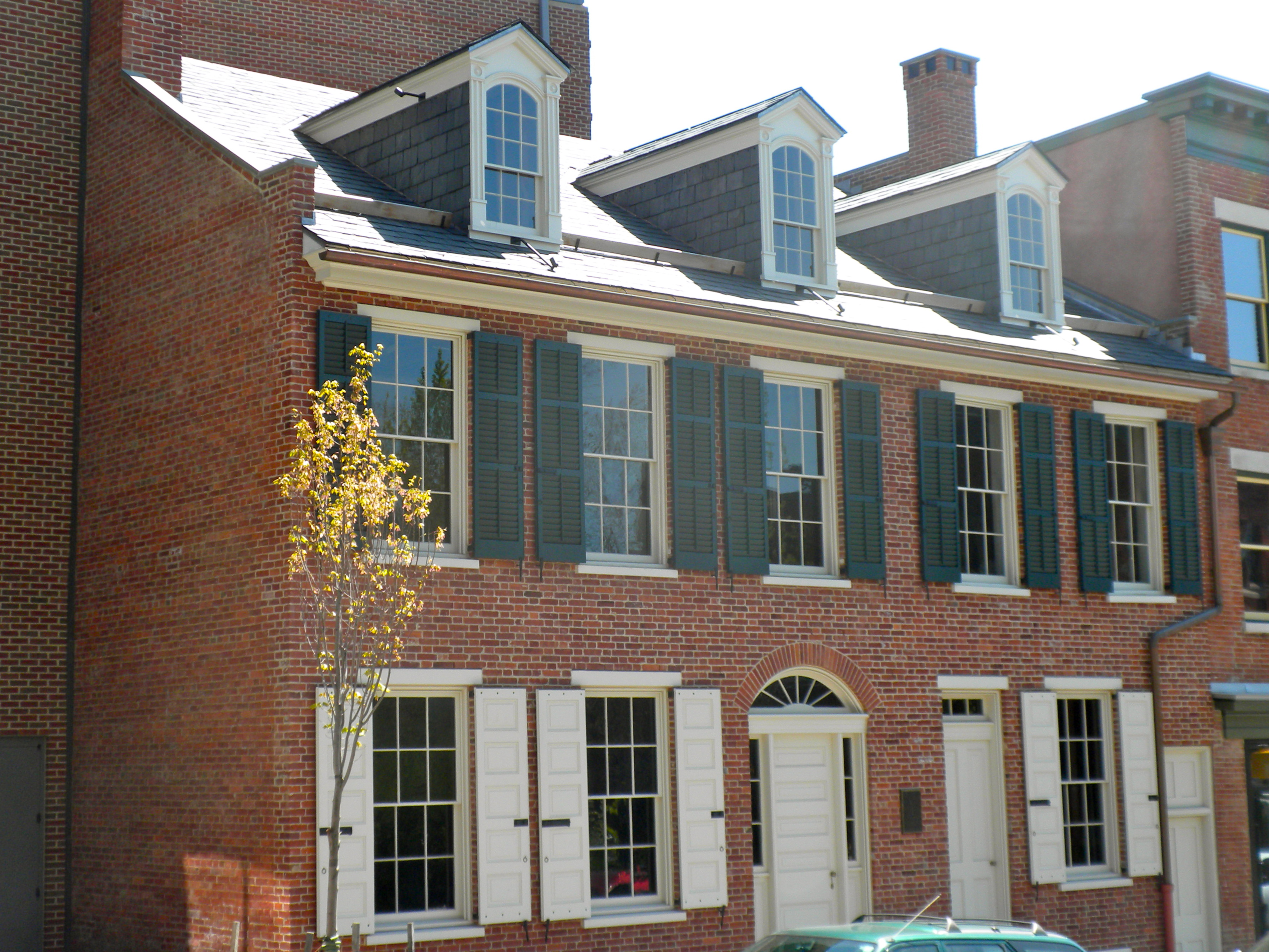
位于宾夕法尼亚州兰开斯特女王街的史蒂文斯故居（2010年）

史蒂文斯是1837年宾夕法尼亚州制宪大会代表，他在会上反对剥夺非裔美国人的投票权。据历史学家埃里克·福纳记载：“史蒂文斯因投票条款拒绝签署1837年宪法，宣称他致力于取消美国公民权的种族限制，这也是他此后坚持终生的目标”。移居离梅森-迪克森線不远的兰开斯特后，史蒂文斯积极投入地下铁路运动，不但为可能是逃奴的人辩护，还从中协调帮助奴隶获得自由。2003年史蒂文斯位于兰开斯特的故居翻修，人们从中发现通过隐藏隧道连接主建筑的隐蔽容器，用于逃奴藏身。
史蒂文斯一直公开支持终结奴隶制，反对奴隶制扩张直到南北战争爆发，但因《美国宪法》保护州内事务免遭外界干涉，他并不强求各州废除已经存在的奴隶制。1844和1848年的辉格党总统候选人分别是亨利·克莱和扎卡里·泰勒，两人都是奴隶主，但这不影响史蒂文斯的支持立场。

### 首次踏上国会山
1848年，史蒂文斯竞选宾夕法尼亚州第八国会选区的联邦众议员席位，但辉格党大会上部分代表觉得他加入党派时间太晚，不应获提名，还有部分代表反感他对奴隶制的立场。史蒂文斯最终以微弱优势取得提名。1848年辉格党在全国基本大获全胜，泰勒当选总统，史蒂文斯也顺利入选国会。
第31届美国国会在1849年12月开幕，史蒂文斯和萨蒙·波特兰·蔡斯等奴隶制反对派首次踏上国会山。他发言反对肯塔基州联邦参议员亨利·克莱精雕细琢的《1850年妥协案》，该法能让南北双方都得到好处，但却会导致部分刚从墨西哥割让的领地发展成蓄奴州。辩论旷日持久，他在六月发言批评“对待人权和宪法权利也靠‘妥协’”。国会依然通过法案，其中包括史蒂文斯特别反感的《1850年逃奴法》。许多美国人希望妥协案能阻止分裂，带来和平，但史蒂文斯显然没有这么乐观，他严正警告，《1850年妥协案》会埋下“未来叛乱、分裂和内战”的种子。
立场冲突导致史蒂文斯与支持妥协案的辉格党人关系恶化，但他仍在1850年轻松连任。1851年，38名非裔美国人及另外三名被告因叛国罪指控在费城联邦法院受审，史蒂文斯跻身辩护律师行列。控方宣称被告牵涉所谓的克里斯蒂安娜暴动，事件由执行《逃奴法》追捕令引发，最后导致奴隶主丧生。联邦最高法院大法官罗伯特·格里尔充当巡回法院法官主持审理，他最终指示陪审团判决被告罪名不成立，理由是被告涉嫌谋杀或暴动，但起诉罪名却是叛国，所以罪名不可能成立。案件引来媒体大量报导，与其他类似事件共同导致人们对奴隶制的立场更趋两极分化，史蒂文斯成为北方废奴运动的代表人物。
名望提升不能避免史蒂文斯在政坛遭遇挫折。1851年12月，他试图废除《1850年妥协案》中令废奴主义者深感冒犯的条款，但其他辉格党议员拒绝援手，史蒂文斯退出党派核心。他在1852年大选支持辉格党总统候选人温菲尔德·斯科特，但选区内还是有许多选民反感他对奴隶制，以及在前述叛国案审理期间抱持的立场，再加上政敌落井下石，史蒂文斯基本不可能获党派提名连任，结果连他挑选的继任人选都没拿到提名。

### 一无所知运动与共和党
无官一身轻的史蒂文斯专心执业，是全州颇具威名的大牌律师。他依然积极参与政治，为争取选民支持反奴隶制运动而在1854年加入本土主义者组建的一无所知党。新党要求党员发誓不对外透露党内事务（对外宣称“一无所知”），这种保密规则与共济会如出一辙，史蒂文斯因加入该党受到谴责。1855年，史蒂文斯加入新成立的共和党，许多同样反对奴隶制的前辉格党人也不例外，如纽约州的威廉·H·苏厄德、马萨诸塞州的查爾斯·索姆奈、伊利诺伊州的亚伯拉罕·林肯。
史蒂文斯是1856年共和党全国大会代表，在会上他再度支持麦克林大法官，但最终获提名的是约翰·弗雷蒙特。史蒂文斯在普选中积极支持弗雷蒙特，反对民主党候选人、兰开斯特老乡詹姆斯·布坎南，但布坎南最终仍以显著优势拿下宾夕法尼亚州并当选。史蒂文斯继续当律师，但1858年时斯科特诉桑福德案等重大争议已导致国家立于分裂边缘，总统及其党派都非常不得民心。史蒂文斯将此视为重返国会的机遇，获共和党提名后轻松当选，亲民主党报纸对此震惊不已，以头条宣称“黑鬼主义胜利”。

### 1860年大选，分裂危机
1859年12月第36届国会开幕，史蒂文斯重返国会山。数天前，约翰·布朗因袭击哈珀斯费里的联邦军火库企图引发奴隶暴动被处绞刑。史蒂文斯反对布朗的暴力行径，但后来变得更加认同。众议院笼罩在分裂的紧张局势下，以致八周都选不出议长。史蒂文斯在激烈争吵的双方之间积极奔走，密西西比州议员威廉·巴克斯戴爾甚至拔刀相向，所幸最后没有酿成流血事件。

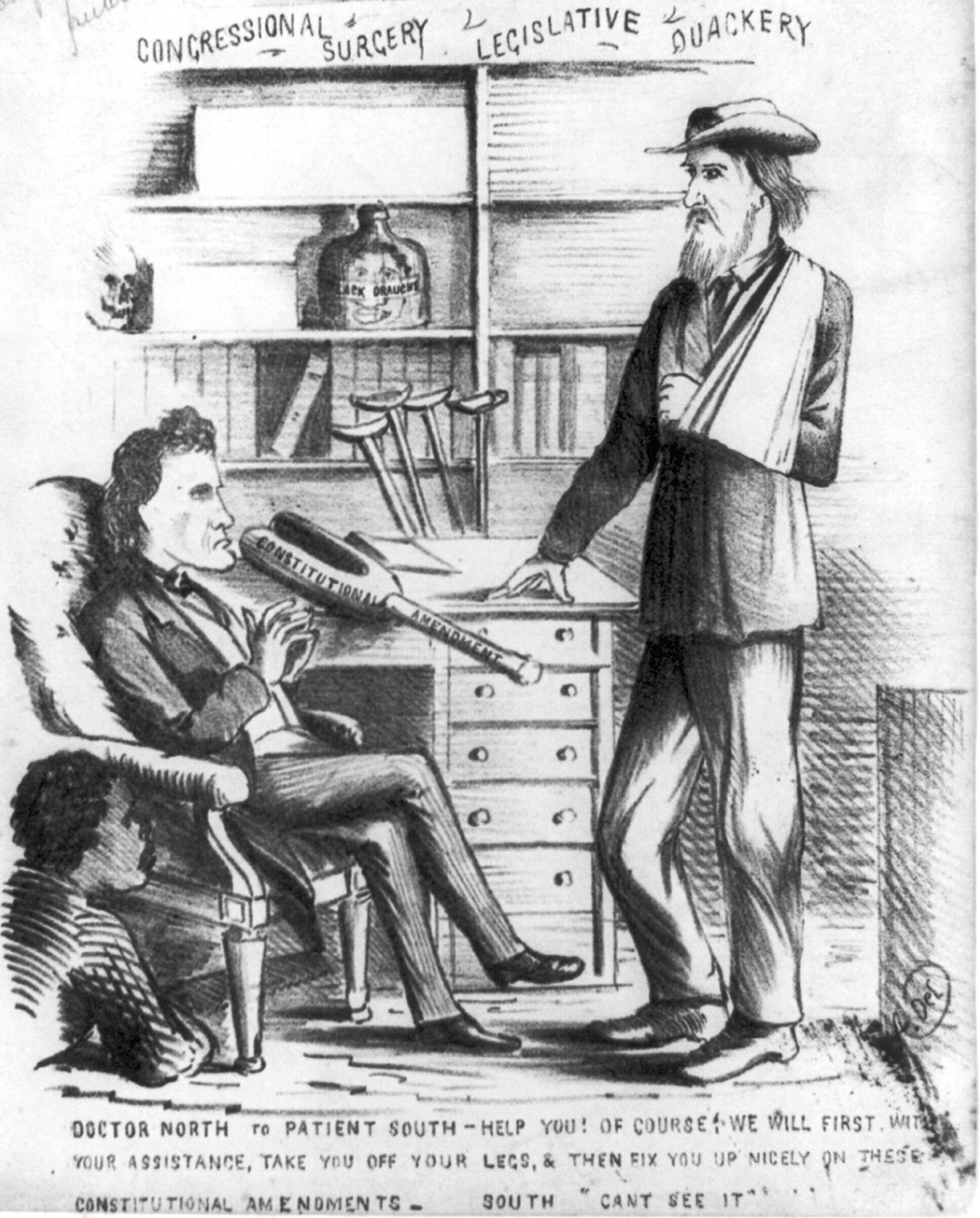
南方人对1860和1861年妥协提案的看法，“北方医生”（史蒂文斯）提议以修宪为手段切掉南方的腿，但史蒂文斯实际上反对这些提案

民主党人无法在总统候选人上达成共识，所以在芝加哥举行的1860年共和党全国大会成为关键，获大会提名就很可能当上总统。苏厄德和林肯等党内要人都在争取提名，史蒂文斯还是支持已经75岁高龄的麦克林大法官。林肯从第二轮投票开始获得大部分宾夕法尼亚州代表支持并获提名。史蒂文斯所在选区没有推举民主党候选人，所以他肯定能连任，在宾夕法尼亚州安心为林肯竞选。林肯最终拿下过半选举人票当选，但即便史蒂文斯在竞选期间尽量淡化处理，新总统当选人依然深知反对奴隶制扩张很可能导致南方州立刻扯旗造反，分家单过。
1860年12月国会开幕时，南方许多州份已经发誓要脱离联邦。史蒂文斯坚决反对克里滕登妥协等旨在安抚南方人的提案，该妥协将确保即便宪法修正案也不能动奴隶制分毫。他的讲话在南北双方阵营广为流传，声称要是因为林肯当选就如此让步，他宁可看到“政府碎成千万粉末”，合众国将以武力击溃任何叛乱。布坎南政府已成跛腳鴨，对史蒂文斯的大声疾呼置若罔闻，对分裂国家的投票无动于衷，听任南方大部分联邦物资落入叛乱人士之手。大部分北方人士无论是否支持废奴都打算任由南方分裂另立中央，但史蒂文斯拒绝妥协。1861年3月4日，林肯总统在第一次就职演说中宣布要维护“属于政府的财产和土地”，采取必要手段维护国家和领土完整，这无疑令史蒂文斯倍感欣慰。

## 南北战争

### 奴隶制
南北战争于1861年4月打响，史蒂文斯主张视南方邦联为应予武力镇压的革命分子，而且悍然诉诸武力叛乱后这些州也就没有资格再受《美国宪法》保护，奴隶制在重组后的美国不再有一席之地。议长加卢沙·格罗等与史蒂文斯志趣相投的议员人称激进共和党人，他们任命史蒂文斯执掌众议院筹款委员会，这个位置让他能控制众议院的许多议程。
1861年7月，史蒂文斯确保国会通过《敌产没收法》，没收部分叛党包括奴隶在内的一切财产。同年11月，他提出解放所有奴隶的决议但未通过。议会通过法案废除华盛顿哥伦比亚特区及所有联邦领地的奴隶制，但令史蒂文斯颇感愤怒的是，林肯到1862年3月仍然只愿公开支持在边界州逐步解放奴隶，而且联邦政府还向奴隶主提供补偿。
林肯推行解放奴隶政策的速度缓慢，令史蒂文斯等激进派颇感郁闷。据布罗迪记载：“虽然两人都在朝相同的光明地平线前进，但林肯难得跟上史蒂文斯的步伐”。1862年4月，史蒂文斯在写给朋友的信中抱怨林肯行事不够果决，光明未来遥遥无期。激进派极力施压，林肯一度表示：“史蒂文斯、萨姆纳和威尔逊一直揪着我不放，坚持宣告解放黑奴是多么重要。不管我去到哪里，他们都一直追在后面纠缠不休，但我心中仍然深信，现在还不是时候”。总统还表示，如果真要在激进派及其反对者之间选边站，他确实会站在史蒂文斯等人一边，因为他们简直就是世界上最难对付的恶魔，偏偏脸上还摆出天堂正义使者的表情。
总统在1862年6至7月完成《解放黑奴宣言》，但消息一直保密，只有内阁成员知道。激进派促请总统宣告解放黑奴，但林肯直到联邦军同年九月赢得安提頓戰役后才决定发布。为确保连任，史蒂文斯马上通过总统的宣言。1862年12月国会复会后，史蒂文斯仍在批评林肯“明目张坦的巧取豪夺政策，理应受社会谴责”，批评总统上任后行事畏首畏尾。他整体反对林肯将解放奴隶殖民海外的计划，但有时又出于政治目的支持移民提议。1863年6月，史蒂文斯在写给侄儿的信中表示：“应该鼓动奴隶揭竿而起，让叛军尝尝内战真正的滋味儿”。
邦联于1863年侵入北方，战斗在蓋茨堡之役达到高潮。在此期间南方两次派人前往史蒂文斯拥有的喀里多尼亚高炉。史蒂文斯曾前去监督高炉运作，但却被反叛的工人赶走。具伯·爾利将军随后洗劫并破坏喀里多尼亚高炉，史蒂文斯为此损失约八万美元。爾利宣布北方也曾以同样手段对付南方人，而且史蒂文斯对南方的敌意众所周知，所以洗劫之举理所应当。他人询问尔利是否想把史蒂文斯抓到里士满的利比监狱，尔利回答要直接绞死史蒂文斯并分尸，把尸骨分抛在邦联各州以消心头之恨。
史蒂文斯推动国会通过废除奴隶制的宪法修正案。《解放黑奴宣言》属战时政策，不能解放所有奴隶，而且可能被和平时期的法院推翻，只有修正案才能确保奴隶制寿终正寝。明确禁止奴隶制和强制劳役，仅犯罪惩罚例外的第十三条修正案轻易通过参议院，但未能在六月的众议院表决通过。林肯1864年赢得连任后为修正案积极奔走，他12月递交的国情咨文深得史蒂文斯认可，称赞这是“六十年来传达国会最重要也最利好的消息”。1865年1月13日，史蒂文斯宣布第十三条修正案的辩论结束并总结。据伊利诺伊州议员艾萨克·阿诺德记载：“所有座位都坐满杰出军人和市民，听取这位老人用雄辩圆满总结四十年反奴隶制斗争”。
面对总统亲自施加的巨大压力，以及苏厄德的政治任命利诱，国会以微弱优势通过修正案，民主党指控其中存在贿赂行径，史蒂文斯则称“十九世纪最伟大的措施是在腐败保驾护航下通过，美国最纯洁高尚的人在其间推波助澜”。1865年12月18日，修正案正式生效。史蒂文斯继续努力从包括经济在内的各角度从宽解读修正案，确保正式终结奴隶制。
国会通过第十三条修正案后继续探讨奴隶解放后的经济权利，经史蒂文斯推动，国会授权建立难民、自由民和被遗弃土地管理局，任务是建立学校并向每户解放奴隶家庭发放“不超过40英亩（约16公顷）”没收的邦联土地。

### 为战争筹资
史蒂文斯在立法事务上与林肯政府密切合作，为战争筹资。获命主持筹款委员会不到24小时，他就向议会递交战争贷款法案，向响应林肯征召服役的军人支付军晌、允许政府为战争借款的法案紧随其后。史蒂文斯推动众多类似法案通过众议院，为阻止国会中支持南方的铜头蛇反对派采取拖延战术，他促使众议院把辩论发言时限缩短到半分钟。
史蒂文斯对国会通过《1862年法定货币法》发挥重要作用，该法首度授权联邦政府以自身信誉担保发行纸币，不再以真金白银充当纸币后盾。国会曾意图通过发行战争债券等权宜之计筹资，但因战争显然旷日持久，这些手段均告失败。1863年，史蒂文斯推动国会通过《国家银行法》，要求银行发行货币数额不得超过他们应该持有的联邦债卷价值。新法设立的体系持续运作半个世纪后才由联邦储备系统取代。
《法定货币法》容许政府用纸币偿债，史蒂文斯在此基础上提议授权政府以绿钞支付国债利息，但参议院拒绝批准。面对纸币贬值局面，史蒂文斯抨击黄金投机行径，并在同财政部长萨蒙·波特兰·蔡斯商议后于1864年6月提议废除黄金市场，禁止经纪人销售黄金，即便把交货期定在将来。《黄金法》同月在国会通过，但取消组织化的黄金市场引发货币动荡，纸币贬值的速度加快。新法通过仅12天后，国会就在商界的巨大压力下将其废除。1864年下半年战争局势明显倒向联邦取胜后，纸币价值回升，但史蒂文斯仍不死心，提议把用绿钞支付金币溢价的行为定为非法，但国会没有采纳。
包括史蒂文斯在内的宾夕法尼亚州大部分政治家不论党派都强烈支持高关税，美国关税率从1861财年的19%迅速上涨至1865财年的48%。据活动家艾达·塔贝尔的文章《我们时代的关税》所述：对于史蒂文斯来说，“关税永远不嫌高，特别是在他参与生产的钢铁领域；宾夕法尼亚州常有人言，他所提的关税完全是为满足自身需要，哪怕那些产品都是在管理不善的情况下生产出来，根本不能代表全州广大钢铁行业的利益”。

## 战后重建

### 南部重建问题
国会辩论战后国家如何重组时，前邦联和奴隶解放后的地位问题仍然悬而未决。史蒂文斯表示，国家需要“彻底重组南方的制度、习惯和言行”，他与萨姆纳等激进派主张把南部各州视为已经征服的省，没有资格要求宪法权利；但林肯的立场要温和得多，主张叛乱的不是州，只是个人。1864年7月，史蒂文斯向总统施压，要求签署《韦德-戴维斯法》，规定南方州如果要重新加入联邦，必须有超过战前半数选民签署絕對忠誠誓詞。但林肯提出更加宽容的一成计划，将《韦德-戴维斯法》口袋否決。
共和党与主战派民主党结成联盟国家联邦党，并在1864年召开代表大会推举总统候选人，史蒂文斯不无勉强地把票投给林肯。他属意在任副总统汉尼巴尔·哈姆林连任，但宾夕法尼亚州代表团最后选择林肯政府青睐的田纳西州战时总督、前州长和联邦参议员、主战派民主党人安德鲁·约翰逊。史蒂文斯对提名约翰逊非常反感：“找不是从他妈叛乱省份出来的人当副总统候选人有那么难吗？”不过他还是为林肯和约翰逊竞选，两人顺利当选，史蒂文斯也再度连任。1865年1月国会得知林肯意图与邦联领导人和谈，史蒂文斯愤怒之极，宣称美国选民如果能再次投票，他们宁愿选择本杰明·巴特勒也不会支持林肯。

### 总统重建
1865年3月国会休会后，史蒂文斯在离开首都前私下促请林肯在战争结束后继续以强硬军事手段向南部施压。林肯回答：“史蒂文斯，这头猪很大，咱们不但要抓，还要抓牢，小心注意别让它跑啦。”史蒂文斯听到这“朴实的比喻”后离开首都，但心里对林肯政策的走向还是毫无把握，没法肯定自己对总统有多大影响，但他此后再也没见到林肯。1865年4月14日晚，林肯被认可邦联的约翰·威尔克斯·布斯杀害。据称林肯的丧葬列车停在兰开斯特时史蒂文斯正好生病，所以没有前去瞻仰。特雷福斯推测他是因其他原因有意避开仪式，另据为林肯立传的卡爾·桑德堡所载，史蒂文斯曾站在铁路桥上向已故总统脱帽致敬。
1865年5月，安德鲁启动人称“总统重建”的战后重建方案，承认弗朗西斯·哈里森·皮尔蓬特为首的弗吉尼亚州临时政府，呼吁其他前叛乱州组织制宪大会，宣布大赦大批南方人士，并对更多个人发出赫免令。约翰逊不要求各州保护解放奴隶的权利，而且马上就开始对抗自由民局的土改政策。这些做法令史蒂文斯及其盟友深感愤怒，激进派认为南部自由民将面临丧失经济和政府自由的危险，没有这些权利，他们根本不能摆脱奴役。史蒂文斯等人开始倡导“一人一票”，继续要求土改。
史蒂文斯在写给新总统的信中表示，新政策对国家伤害严重，国会预定在12月开会，但总统应该要求召开特别会议。约翰逊没有理会他的信，史蒂文斯开始与其他激进派同僚商讨在两院开会后压倒总统。宪法授权国会评判任何官员的当选过程是否正当，史蒂文斯呼吁不要让南方州向国会两院委派议员。他还要求暂时不要接纳南方各州加入联邦，否则国会将来就没有办法强制推动种族政策改革。
史蒂文斯同年九月在兰开斯特的演说广为传播，其中阐明他对南方的要求。他建议政府没收约七万名大地主的财产，其中每人至少都有81公顷土地。他希望把大部分土地按每户16公顷分给刚刚解放的自由民，其他土地用来奖励南北双方忠于联邦或履行政府义务的人。他严正警告，按照总统的计划，南方各州将把叛乱分子送进国会，与北方共和党人及约翰逊联手治国，甚至撤消奴隶的解放地位。
1865年下半年，南方各州举办只限白人投票的国会选举，把许多昔日叛党送进国会，这其中又以佐治亚州议会推举的联邦参议员、前邦联副总统亚历山大·斯蒂芬斯声名最为显赫。南部针对非裔美国人的暴力行径屡见不鲜而且不受惩罚，各州新议会颁布黑人法令剥夺自由民大部分公民权利。北方将此类行径视为挑衅，约翰逊私下也颇为不满，而且北方公众开始站到他的对立面。史蒂文斯宣告“这不是‘白人政府’！……如此违反我们自由福音的基本原则，简直就是政治亵渎”。

### 国会重建

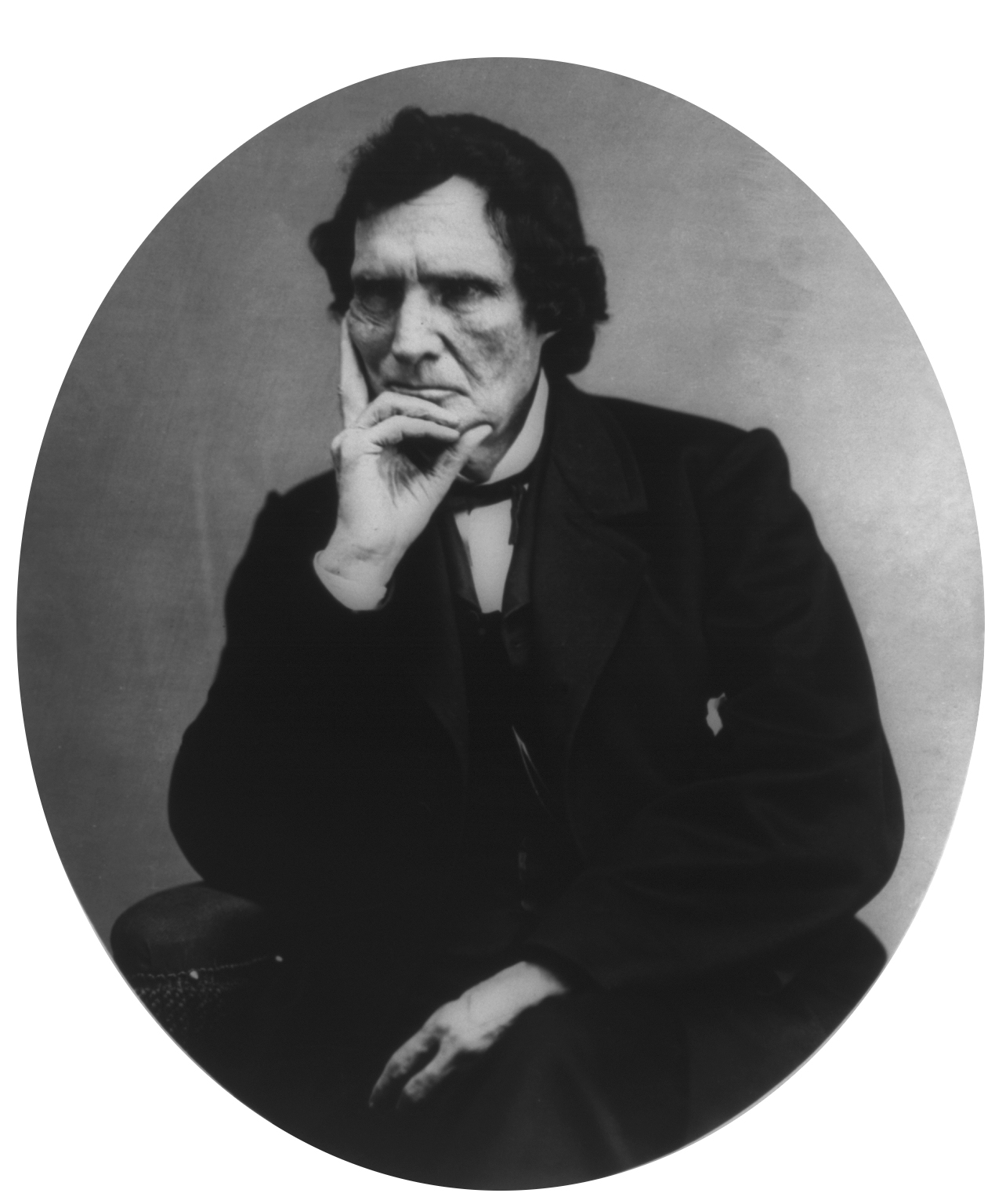
思考时的史蒂文斯

史蒂文斯此时已年过古稀且身体不好，不管去哪都只能坐在特殊的椅子上由他人抬过去。1865年12月上旬国会开幕后，史蒂文斯与众议员书记员商定，唱名表决时略去南方议员姓名；参议院也有同样安排。俄亥俄州新任众议员拉瑟福德·伯查德·海斯称：“除非有人告诉我他（史蒂文斯）不相信绞刑，否则（我觉得）他一直很激进。他是（真正的）领导人。”
筹款委员会主席的职责由其他职位分担，史蒂文斯改为执掌众议院拨款委员会，再度掌控众议院议程。他集中精力确保第十三条修正案承诺的各项自由落实，并提议组建重建联合委员会，与缅因州参议员威廉·P·费森登共同担任主席。重建联合委员会又称十五人委员会，有权调查南方情况，结果不但听闻非裔美国人遭遇暴力，打击面还扩大到忠于联邦的人、甚至南方人所谓的“提包客”（即内战结束后从北方前往南方的人）身上。史蒂文斯宣称：“我们身在南方的忠实弟兄无论黑人还是白人”都急需保护，“如今每天都有野蛮人在谋杀他们”。
十五人委员会开始构想解决方案，这便是日后的第十四条修正案。但早在委员会成立前，史蒂文斯就已从1865年12月开始起草各种版本条款。1866年1月，包括史蒂文斯与俄亥俄州众议员约翰·宾汉在内的小组委员会向议会递交两条修正案，一条授权国会采取必要立法确保所有公民的平等权利、特权和法律保护，另一条明确废除所有种族歧视法律。史蒂文斯坚信，《独立宣言》和各种《组织法》已经限定联邦政府遵守上述原则，但仍有必要通过宪法修正案，以便从执法角度在各州层面对抗歧视。委员会的提议之后发展成第十四条修正案，但国会此时选择淡化处理。史蒂文斯在结辩陈辞中表示，他一生梦想人人平等，但这已在国会对决议的改动下粉碎。他认清现实，身边毕竟都是凡人不是天使，所以支持妥协修正案。史蒂文斯向国会强调，对于此时的非裔美国人来说，“四十英亩土地和陋室比马上落实投票权更重要”。

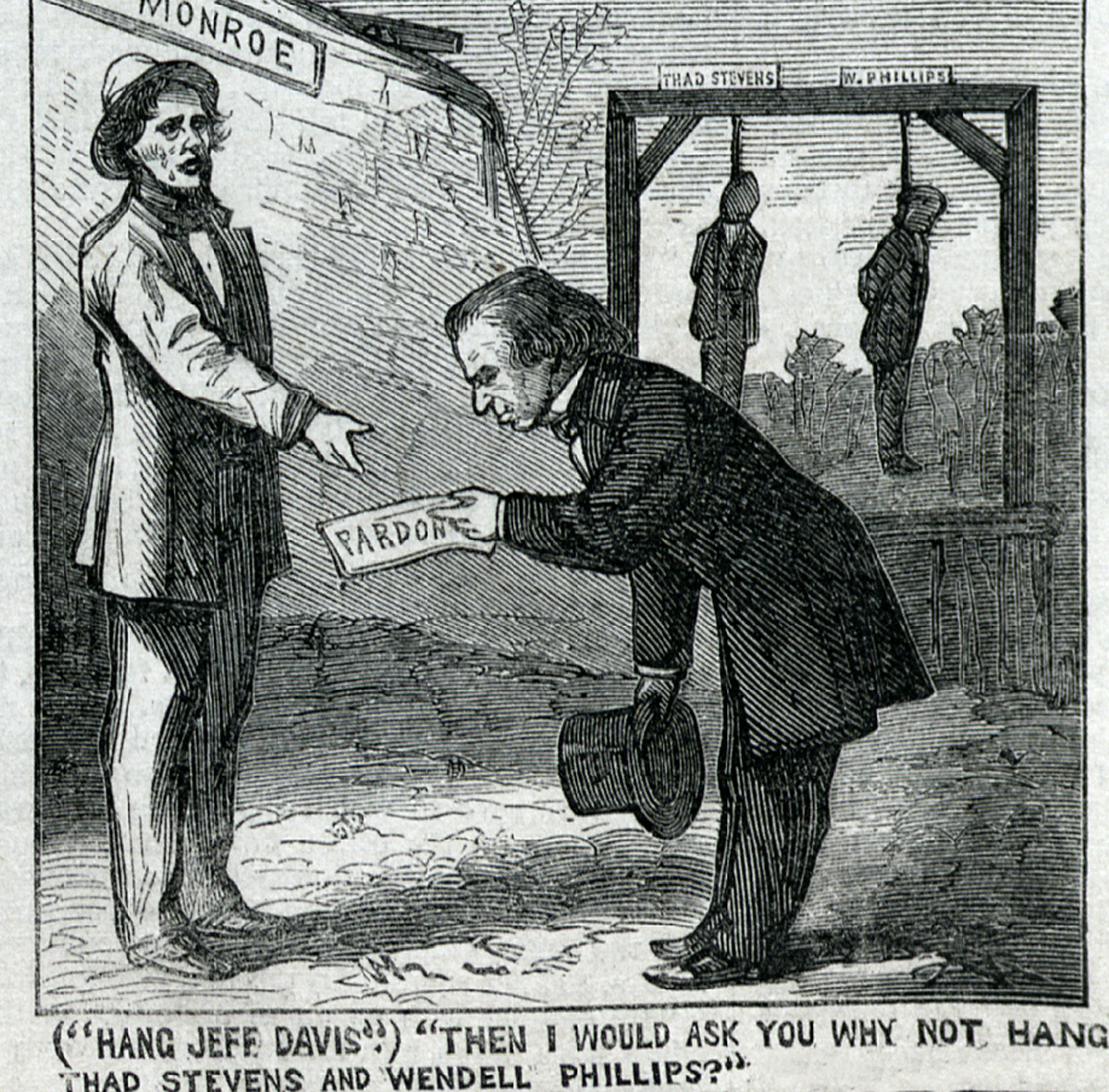
托马斯·纳斯特的漫画，近处是约翰逊赦免戴维斯，远处是史蒂文斯和温德尔·菲利普斯被处绞刑，讽刺约翰逊总统巡回演讲中的不当言论

伊利诺伊州参议员莱曼·特朗布尔提议再度授权组建并扩张自由民局，但史蒂文斯认为法案纯属“抢劫”，其中不但没有充足的土改条款，对威廉·特库姆塞·舍曼将军占领南方后发布特别军事命令向难民提供的土地也缺乏保护。法案虽在国会通过，但约翰逊仍以自由民局违宪为由否决。总统还公开谴责国会耗费巨资之余，却从没为“自己人”（指北方人）购买土地、建立学校或提供任何财政援助。国会1866年2月表决时无法推翻总统的否决，但五个月后又通过类似法案。史蒂文斯不认可国会通过的《1866年南方宅地法》，称该法提供的土地质量太差，不足以改善黑人家庭经济条件。
特朗布尔提出的《1866年民权法》遭约翰逊否决后，国会推翻总统否决，该法授权非裔美国人公民和平等法律地位，禁止州政府以任何形势违抗。约翰逊指控史蒂文斯、萨姆纳、温德尔·菲利普斯企图毁灭政府，总统和国会的分歧进一步扩大。
七月国会休会后，秋季选举的竞选活动拉开帷幕。约翰逊乘火车巡回演讲，但此行没有为他赢得多少支持，面对挑衅失态下建议绞死史蒂文斯和菲利普斯、大肆抨击激进派，以及“我不在乎尊严”的言论更令巡回演讲彻底变成灾难。孟菲斯和新奥尔良发生重大暴力事件，南方暴民联合警察大肆攻击黑人和忠于联邦的白人，令史蒂文斯以强硬手段对待南方的呼声更显震聋发聩。选民再次推举史蒂文斯回到国会，共和党在两院都取得三分之二多数席位。

### 激进派重建
1867年1月，史蒂文斯递交法案建议把南方分成五个区，各区均配备权力凌驾民选政府的陆军将领。各区在这些将领监督下开展选举，所有男子只要愿意宣誓效忠联邦就有权投票，种族不限，相当于把拒绝宣誓的大部分南方白人排除在外。各州需制订新宪法并由国会批准，选举州内官员，且必须批准第十四条修正案才能拥有国会议席。经联邦同盟动员，南方大部分州的自由民、提包客，以及配合政府的南方人（昔日叛乱分子将配合北方的南方人批为“无赖”） 组成共和党联盟，新体制向他们提供权力。第十四条修正案获这些州批准后于1868年中期生效。
为制止总统任意免职官员，史蒂文斯提出《任期法》，规定参议院确认提名的官员总统不能直接开除，必须征得参议院同意。《任期法》措辞含糊不清，因为其中文字也可以理解成只保护那些由在任总统任命的官员任期，但激进派希望保护的官员大部分是林肯提名，其中又以同为激进派的战争部长埃德温·M·斯坦顿最为重要。
史蒂文斯提交法案授权首都的非裔美国人投票权，1867年参议院通过后虽遭总统否决，但国会随后推翻否决颁布。国会在和平时期为军队减员，史蒂文斯提出的修正案随法案颁布，规定军队保留两个非裔美国人骑兵团。他对非裔美国人的关怀还延伸到美洲原住民身上，阻止国会通过法案将印第安保留地置于州法控制下，史蒂文斯指出，各州经常采用各种手段侵犯原住民的利益。史蒂文斯支持扩张主义和铁路，他在（横贯大陆）太平洋铁路法中增加规定，要求该法所涉铁路修筑时采用最高价格和品质的“美国制造”钢铁。史蒂文斯试图用高关税保护美国制造业，他还提出法案保障哥伦比亚特区劳工享有八小时工作制，但该法和为政府工作人员加薪的法案一样未获通过。

## 弹劾总统
第40届美国国会于1867年3月4日开幕，但并未如史蒂文斯希望的那样积极反对约翰逊。国会不久休会直至七月复会，司法委员会这段时间继续召开听证会探讨是否弹劾总统。史蒂文斯极力支持弹劾，但参议院选举俄亥俄州议员本杰明·韦德任临时议长后，其他人的立场不再像史蒂文斯般坚定，约翰逊上任后联邦政府一直没有副总统，如果弹劾成功，依照继任顺序韦德将接任总统职位。韦德立场激进，倡导财富重新分配，卡尔·马克思对他在堪萨斯州的演讲大为赞赏，后在德语初版《资本论》提及。韦德还支持妇女参政权，激进观点导致许多人不相信他，解职约翰逊的倡导者想到他可能继任就实在难下决心。但是，史蒂文斯依然坚定支持解除总统职务，司法委员会未能及时回报，他又竭力确保国会暂不休会，直到司法委员会递交报告。史蒂文斯反对约翰逊，但这不影响他在双方都支持的事务上与行政部门合作，他为购买阿拉斯加争取拨款，还促请国务卿苏厄德寻找其他领土继续扩张。
大部分内阁成员支持总统，但战争部长斯坦顿例外，他和陆军上将、战争英雄尤利西斯·辛普森·格兰特合作破坏约翰逊的重建政策。约翰逊遵守国会通过的法律，其中有些是在他否决后又被国会推翻否决颁布，但他经常有意按与国会意图相反的方向解读法律。1867年8月总统要求战争部长辞职被拒，约翰逊于是凭借《任期法》准许将斯坦顿停职，任命格兰特将军担任临时战争部长。共和党同年高举保障非裔美国人投票权的大旗竞选，但却有大批选民因反对黑人参政转投民主党怀抱。虽然还没直接威胁国会议席，但俄亥俄州选民不但在公投中否决黑人参政权，还将州议会大部分议席送到民主党人手中，这也意味着韦德的任期在1869年结束时无望连任。

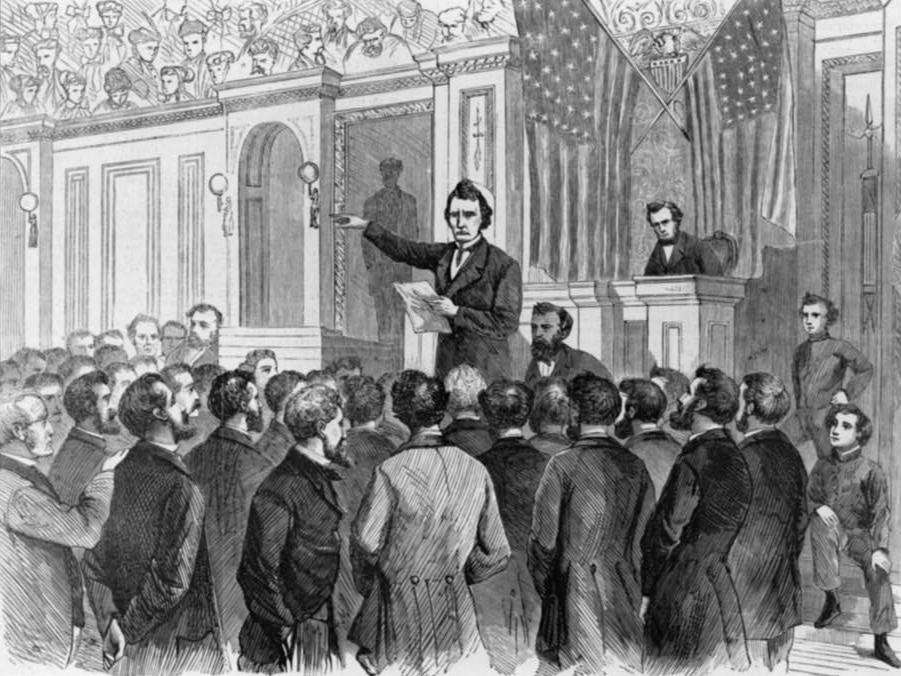
《哈珀斯周刊》的木刻版画，展现史蒂文斯最后一次在众议院发言的情景

1867年12月国会复会后，司法委员会以五比四赞成弹劾，但众议院反对。1868年1月13日，参议院推翻约翰逊停职斯坦顿之举。格兰特辞去战争部长职务，斯坦顿官复原职。然而，总统依然在2月21日罢免斯坦顿，任命洛伦佐·托马斯继任，决心抗争到底的斯坦顿待在办公室并把门锁住。事件在首都反响强烈，史蒂文斯在众议院纵横穿插，不断重复“我怎么说来着？你的温和立场有什么好处？这是野兽，不是它死就是你亡。”2月24日，他提出新弹劾动议并结辩陈辞，但因身体状况无法完成讲话，只能转交书记员宣读。演讲词指控约翰逊篡夺政府其他部门的权力，对人民意志置若罔闻。虽然弹劾是政治事务，但“这不是为了政党的一时胜利，而是要弥补（总统行径的）后果，这片大陆要么满是自由奔放的人民，要么就变成畏缩不前懦弱奴隶的狗窝。”众议院最终以126票赞成，47票反对通过弹劾总统动议。
无法自行离开家门的史蒂文斯第二天请人把他抬上国会山，引领众议院代表通知参议院弹劾事宜。史蒂文斯入选起草弹劾文件的委员会，但因身体太差参与有限。结果，他又因对委员会拟议不满意而指示增加条款，即之后的第11条弹劾动议。约翰逊曾多次以南部各州被排除在外为由否认国会合法权威，史蒂文斯指示加入的条款落实指控，同时指出总统企图违反《重建法》。众议院选派史蒂文斯等人主持弹劾案审理并陈述指控（相当于检察官）。3月3日，史蒂文斯因病重无法前往参议院，其他主持审理的议员要求传唤约翰逊（总统不能前往审理现场，只能由律师或辩护议员代理出席），但十天后他又来到参议院，此时传唤已经可以撤回。据亲民主党的《纽约先驱报》记载，史蒂文斯此时“面色惨淡如尸体，嘴唇僵硬地抽动……（仿佛）陌生而隐秘的幻影，坟墓中爬回来的示威者……狂热的极端化身，毫无正义或慈悲……所在党派的复仇女神——国家行政首脑不共戴天的死敌。”

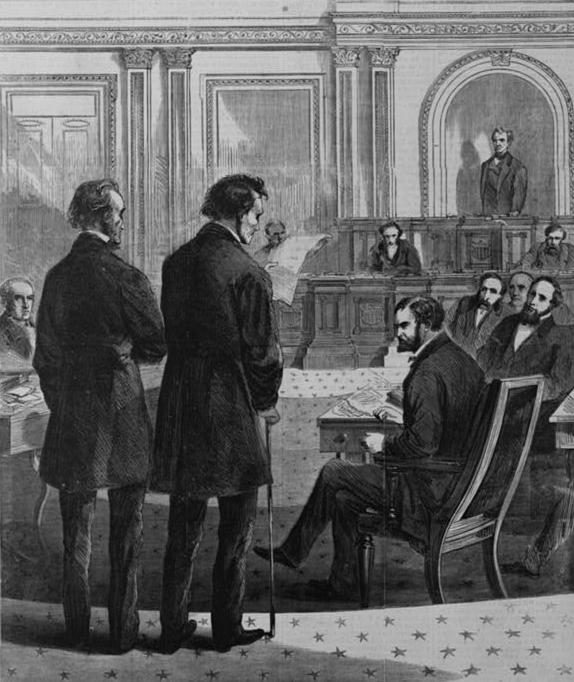
史蒂文斯（右）和约翰·宾汉正式通知参议院弹劾约翰逊总统，原载《哈珀斯周刊》

史蒂文斯的病情日趋严重，基本没有参与弹劾案审理，众议院由马萨诸塞州议员本杰明·巴特勒主持起诉。来到参议院大厅后，史蒂文斯食用生鸡蛋和钻纹龟补充营养，还饮用波特酒和白兰地。他一共只发言三次，其中最后一次是4月27日的控方结案陈辞。他讲话声音越来越小，最后只能请巴特勒代为念完。史蒂文斯的结案陈辞主要针对第11条弹劾动议，主张以政治罪行免职约翰逊，无需确认总统是否触犯法律。总统已经宣誓忠实执法，但在参议院拒绝维持他开除斯坦顿的决定后又蓄意违反《任期法》：“如今，因暗杀上台的人接受参议院审判，参议院已……在宪法高度否定、斥责他的行径，他又怎能逃脱法律的公正制裁？”
大部分激进派相信参议院会将总统定罪，约翰逊即将下台；但史蒂文斯对结果没有这么乐观，除首席大法官萨蒙·波特兰·蔡斯（前财政部长）的裁定对被告有利外，他还觉得共和党人未免能在如此关键时刻团结一致。5月11日参议院密议，众参议员演说表达投票立场。所有民主党议员都投下反对票，但出人意料的是不少共和党人同样认为部分或所有指控罪名不成立。检控议员点票后发现，只有史蒂文斯所提第11条最有望获定罪所需三分之二多数，根据日程这条正是参议院投票时首先表决的动议。表决当日，此前立场不明的堪萨斯州共和党参议员埃德蒙·罗斯投出关键票，此后无论剩下的议员如何表决都不可能影响结果。第11条以35票赞成、19票反对未予通过，罗斯的反对票为约翰逊奠定胜局。共和党人将参议院休会十天，希望拖延一点时间能改变结局。他人把史蒂芬抬到参议院，目击者称他面色黯淡，满是愤怒和失望，外面的人群大声要求知道结果时史蒂文斯大喊：“国家将落入恶魔之手！”

## 谢世

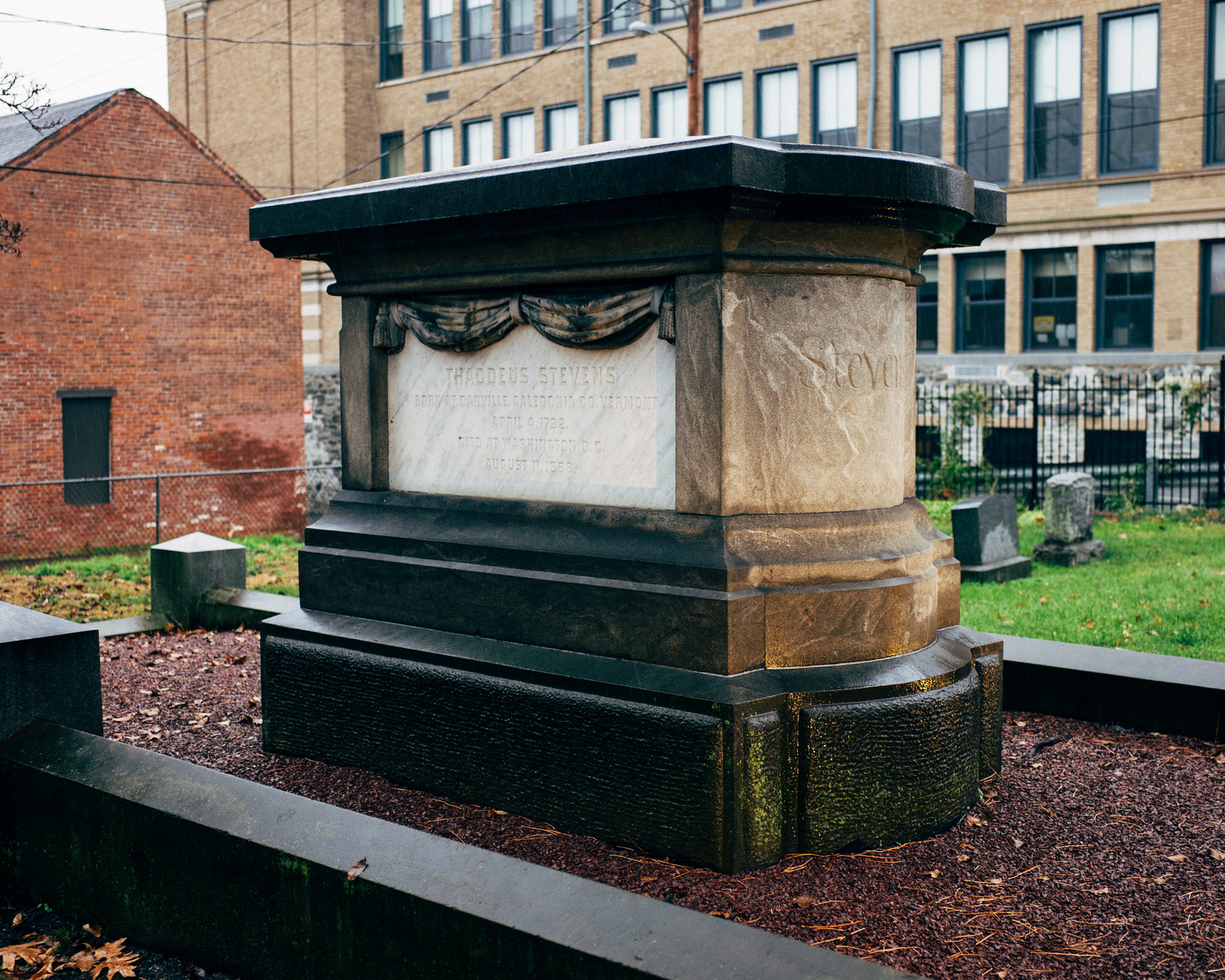
位于兰开斯特的史蒂文斯之墓

弹劾法庭休会期间，1868年共和党全国大会在芝加哥举行并提名格兰特竞选总统。史蒂文斯没有出席，而且对激进派在党内渐趋式微、党纲内不主张非裔美国人参政权非常不满。参议院复会后再度以35票赞成、19票反对裁定第二和第三条罪名不成立，蔡斯宣布弹劾表决不通过。史蒂文斯仍不放弃，七月又提出更多弹劾动议，但众议院拒绝通过。他还递交法案建议把德克萨斯州分成多个小州，这样就能增加共和党联邦参议员人数，将约翰逊赶出白宫，但同样未通过。《纽约先驱报》称“真是可悲，都这么老了，一只脚已经踏进坟里，还是如此报复心十足地要对总统赶尽杀绝”。史蒂文斯毫不动摇，计划在1868年末国会复会时重提修改后的弹劾提案。
布罗迪认为，史蒂文斯知道南方持续不断的暴力行径，其中部分是三K党所为，但他是靠着对约翰逊的仇恨才没有陷入绝望。许多南方州此时已经重新加入联邦，谋杀和恐吓推波助澜，助力民主党人在这些州恢复白人统治。共和党人不愿在党纲中主张黑人选举权，民主党人又极力反对，史蒂文斯担心民主党会赢得1868年选举甚至恢复奴隶制。他告诉宾夕法尼亚州政坛同僚亚历山大·麦克卢尔：“我这辈子最终还是以失败告终，在华盛顿艰苦斗争那么多年，牺牲那么多的生命和财富，还是看不到共和国的希望”。史蒂文斯对建立宾夕法尼亚州免费公立教育体系深感自豪，记者采访时想了解他一生事迹，史蒂文斯回答：“我的一生平淡无奇，活得太久又没用令我遗憾终生”。话虽如此，他最后一次在众议院正式讲话时依然表示，革命尚未成功，但国家已朝正确的方向迈出一大步，爱国者完全可以鼓足勇气。
我在宁静安详的地方休息

不是因为天生喜欢孤独

而且是因为其他墓地都有种族限制

我选择这里作为死后能够看到的画面

漫长一生，我倡导的原则便是

造物主面前人人平等
七月下旬国会休会后，病情严重的史蒂文斯已经不能返回宾夕法尼亚州，胃病、足部肿胀和浮肿令他痛苦不堪。八月上旬，他已无法出门，但还有访客上门。他向朋友兼昔日学生西蒙·史蒂文斯（两人没有血缘关系）预测格兰特将赢得大选，实情果然不出他所料。8月11日下午，医生警示他可能活不过当晚，长年相伴的女管家莉迪亚·汉密尔顿·史密斯、侄儿撒迪厄斯和几位朋友聚集在史蒂文斯身旁，两名黑人牧师在旁边祈祷，告诉他所有人都在祈祷。他吸入碎冰缓解疼痛，遗言是想继续吸冰。撒迪厄斯·史蒂文斯于1868年8月11日深夜去世，享年76岁。
得知政敌去世，约翰逊总统未置一词。报纸反应基本向党派立场看齐，但也偶有例外。底特律《邮报》称，史蒂文斯度过充实且雄心勃勃的一生，死后必将戴上月桂树冠飞升天堂，得到全世界的尊重，与最尊贵的国父一起安眠。《纽约时报》称，史蒂文斯早就看清解放只是权宜之计，很早就促请林肯总统发布《解放黑奴宣言》，战后对待南方重建又堪称“共和党的邪恶天才”。路易斯安那州富兰克林的《种植园主旗帜报》喜出望外：“义士祈祷终于消除国会的诅咒！但愿把他打下地狱，永世不得超生！”

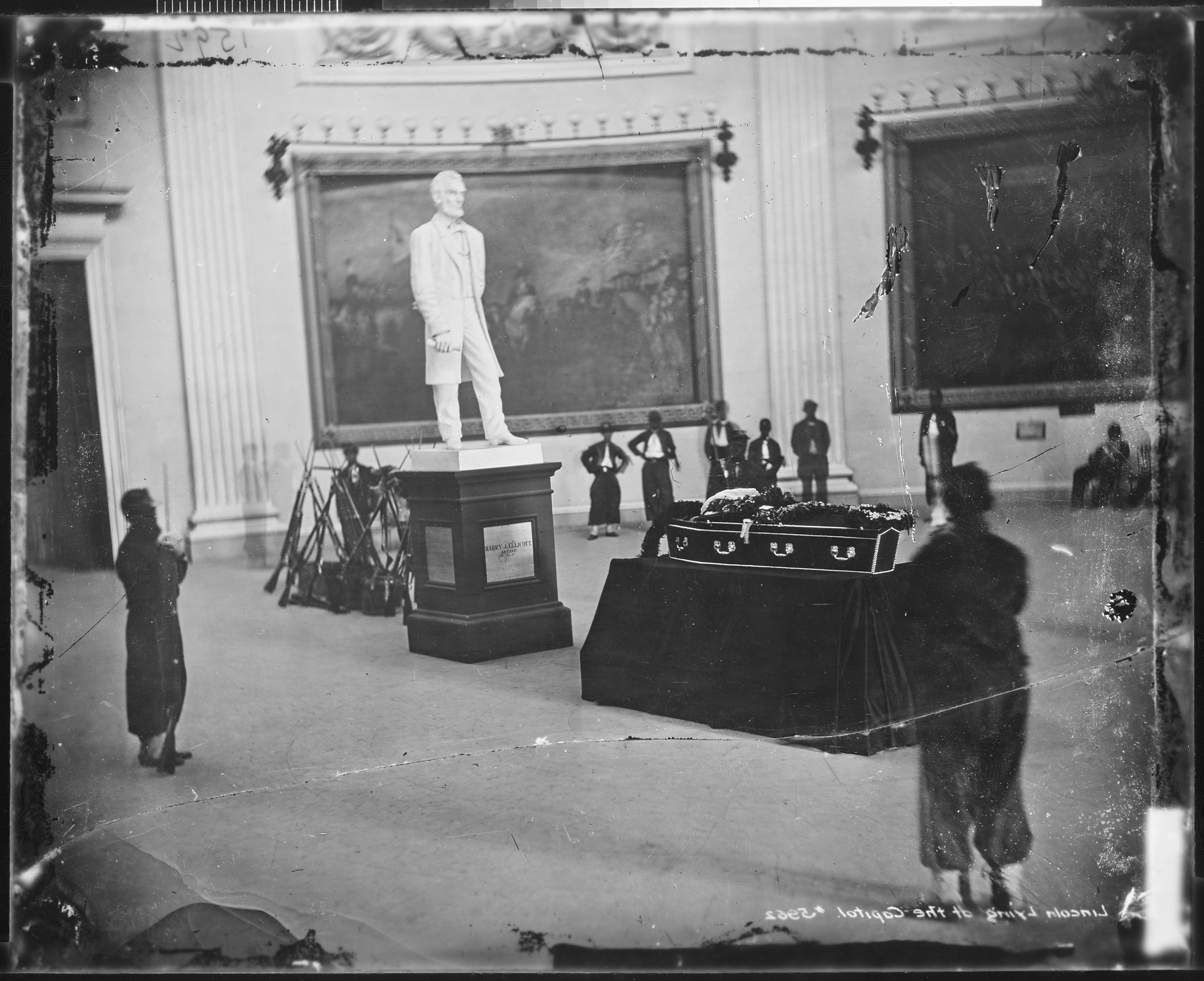
史蒂文斯的灵柩在国会大厦圆形大厅接受瞻仰，一旁是黑人军人守卫

史蒂文斯的护柩人既有黑人也有白人，把他的遗体送到国会大厦圆形大厅接受瞻仰，成千上万不同种族的人前来送行。此前遗体在圆形大厅接受瞻仰的只有克莱和林肯。现场军人仪仗队都是非裔美国人。追悼仪式结束后，史蒂文斯的灵柩经丧葬列车送到兰开斯特，市内到处挂黑致哀。史蒂文斯葬在史莱纳公墓（今史莱纳-康科德公墓），这里不限制下葬者的种族，只不过史蒂文斯入土时还只有一名非裔美国人长眠于此。史蒂文斯去世后，宾夕法尼亚州第九国会选区居民再度提名他担任国会议员，最后选择他的学生奥利弗·詹姆斯·迪基继任。1868年12月国会开会后，部分议员演说向史蒂文斯致敬，这些演讲后来集结成书。

## 私生活
史蒂文斯一生未婚，江湖传言称他和寡妇管家史密斯一起生活的二十年关系超越主仆，她的肤色偏白，丈夫雅各布和至少一个儿子的肤色比她深很多。

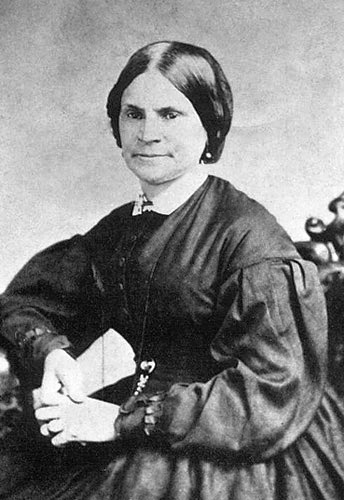
莉迪亚·汉密尔顿·史密斯

史蒂文斯和史密斯的确切关系尚无定论。民主党媒体，特别是南部媒体认定两人不清不楚，特别是在史蒂文斯1859年把她带到首都管家，而且对媒体影射毫不理睬的情况下。史蒂文斯如今仅存的信中称她“莉迪亚·史密斯夫人”，还坚持要求侄儿称她“史密斯夫人”，对于当时的非裔美国人仆从而言这种尊重几乎闻所未闻。现存信件说明后辈遵从史蒂文斯的指示，热切询问史蒂文斯下次来访是否带她一起。
布罗迪指出，史蒂文曾在1868年的信中自比马丁·范布伦政府的副总统理查德·门特·约翰逊，此人曾与多名黑奴情妇公开同居，而且消息传开后仍然在1836年大选获胜，颇令无法获州议会推举进入参议院、也未入选内阁的史蒂文斯眼红。在布罗迪看来，这些证据证明两人有肉体关系。
史蒂文斯去世时，史密斯与其他多人陪在床边。他留下的遗嘱给予史密斯两个选择，要么一次拿完五千美元，要么每年五百美元，而且能带走他的任何家具。史密斯买下史蒂文斯的房子，此后多年在此生活。史密斯是罗马天主教徒，选择葬在天主教公墓，与史蒂文斯不在一起，但她还是留下财产用来修整他的坟墓。
史蒂文斯的三弟与弟妹在佛蒙特州去世后，撒迪厄斯（通常叫“小撒迪厄斯”）和阿兰森·约书亚两个侄子就由他监护。史蒂文斯把阿兰森送到自家高炉工作，小撒迪厄斯被达特茅斯学院开除后从其他学校毕业，然后在叔叔的律师事务所工作。南北战争期间，阿兰森当上宾夕法尼亚州志愿野战炮兵部队指挥官，在奇卡莫加阵亡。阿兰森去世后，史帝文斯动用人脉安排小撒迪厄斯担任兰开斯特宪兵队长。

## 身后事和纪念地

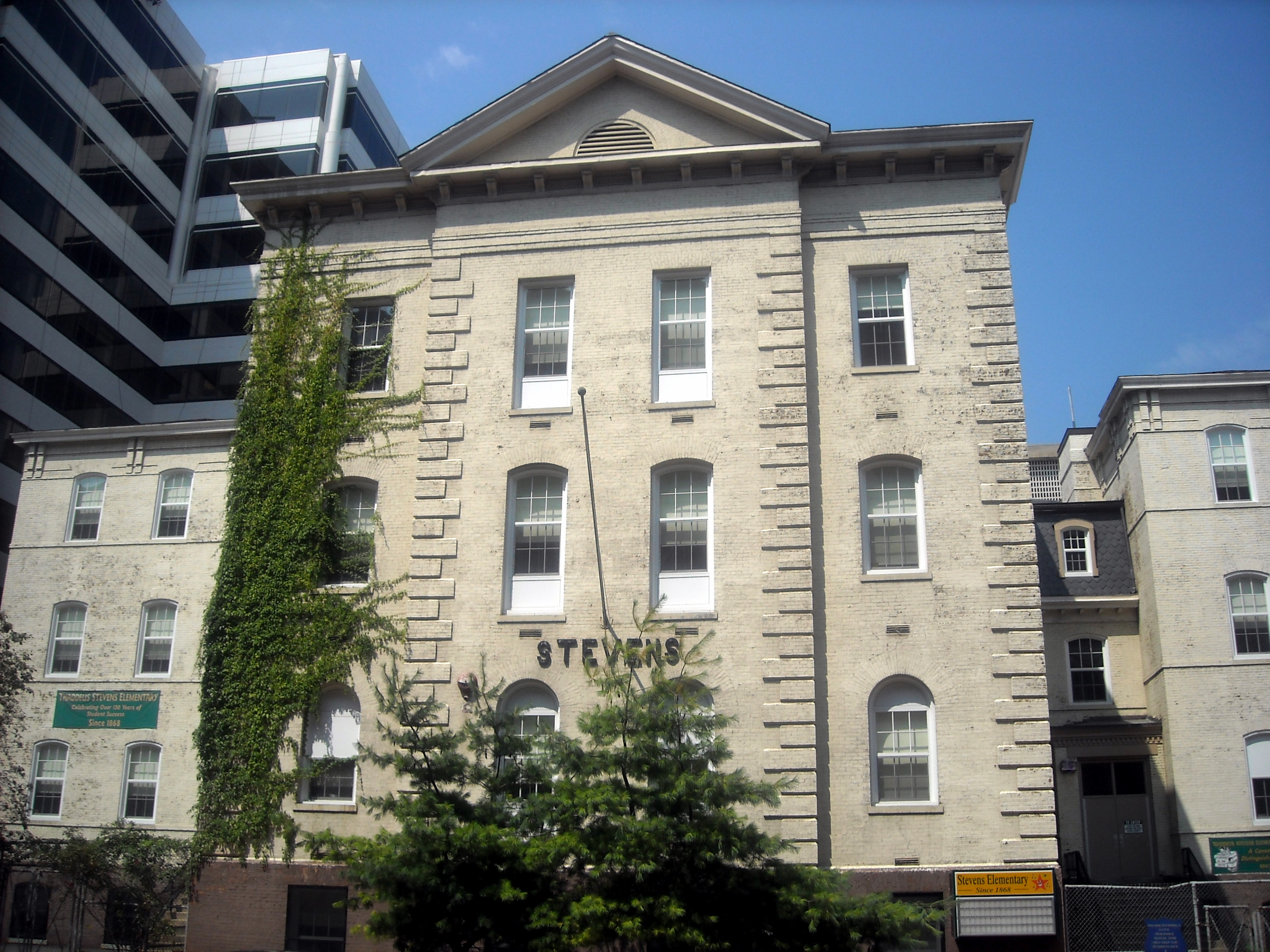
撒迪厄斯·史蒂文斯学校位于哥伦比亚特区西北第21大街1050号，又名撒迪厄斯·史蒂文斯小学，1980年入选國家史蹟名錄

2010年末，兰开斯特县历史学会旗下网站（“兰开斯特历史”）接手翻修并开发史蒂文斯和史密斯的房子，这里已指定为“撒迪厄斯·史蒂文斯与莉迪亚·汉密尔顿·史密斯历史中心”。史蒂文斯的遗嘱把大部分财产留给小撒迪厄斯，前提是他不准喝酒，否则这些财产就用来在兰开斯特办孤儿院，收容不分国籍和种族的儿童，不得歧视。遗产之争后来闹上法庭，法官直到1894年才判决拨出五万美元创办孤儿院，即今兰开斯特撒迪厄斯·史蒂文斯技术学院。
全美各地有许多学校以史蒂文斯命名，其中位于哥伦比亚特区的撒迪厄斯·史蒂文斯小学于1868年成立，是首都第一所准许非裔儿童就读的学校，成立后前86年采取种族隔离制度。1977年，吉米·卡特总统之女、乔治亚州人艾米·卡特进入该校学习，是近70年间首名就读公立学校的在任总统子女。

## 历史评价
正如为史蒂文斯立传的理查德·库伦特所言：“除非动用心理分析和招魂专业人士”，否则历史学家也无法确知他的行事动机。历史学界对撒迪厄斯·史蒂文斯的评价多年来变化很大，基本上对安德鲁·约翰逊看法越趋正面，对史蒂文斯就越趋反面，反之亦然。早期传记的作者都认识史蒂文斯，书中往往反射他们对传主的看法。19至20世纪之交的传记，如塞缪尔·麦考尔1899年出版，以及詹姆斯·阿尔伯特·伍德本1913年出版的著作肯定史蒂文斯为人真诚，坚守原则。早期非裔史学家W·E·B·杜波依斯赞扬史蒂文斯是“平民领袖”，“无论从政还是经营企业都坚定信奉民主”。普利策历史奖得主詹姆斯·福特·罗兹声称，史蒂文斯对非裔美国人抱有“发自内心”的“深刻同情”，但“对南方充满恶意”，“怀恨在心”。史蒂文斯仇视南方的说法源于重建时期，一直流传到20世纪中期。

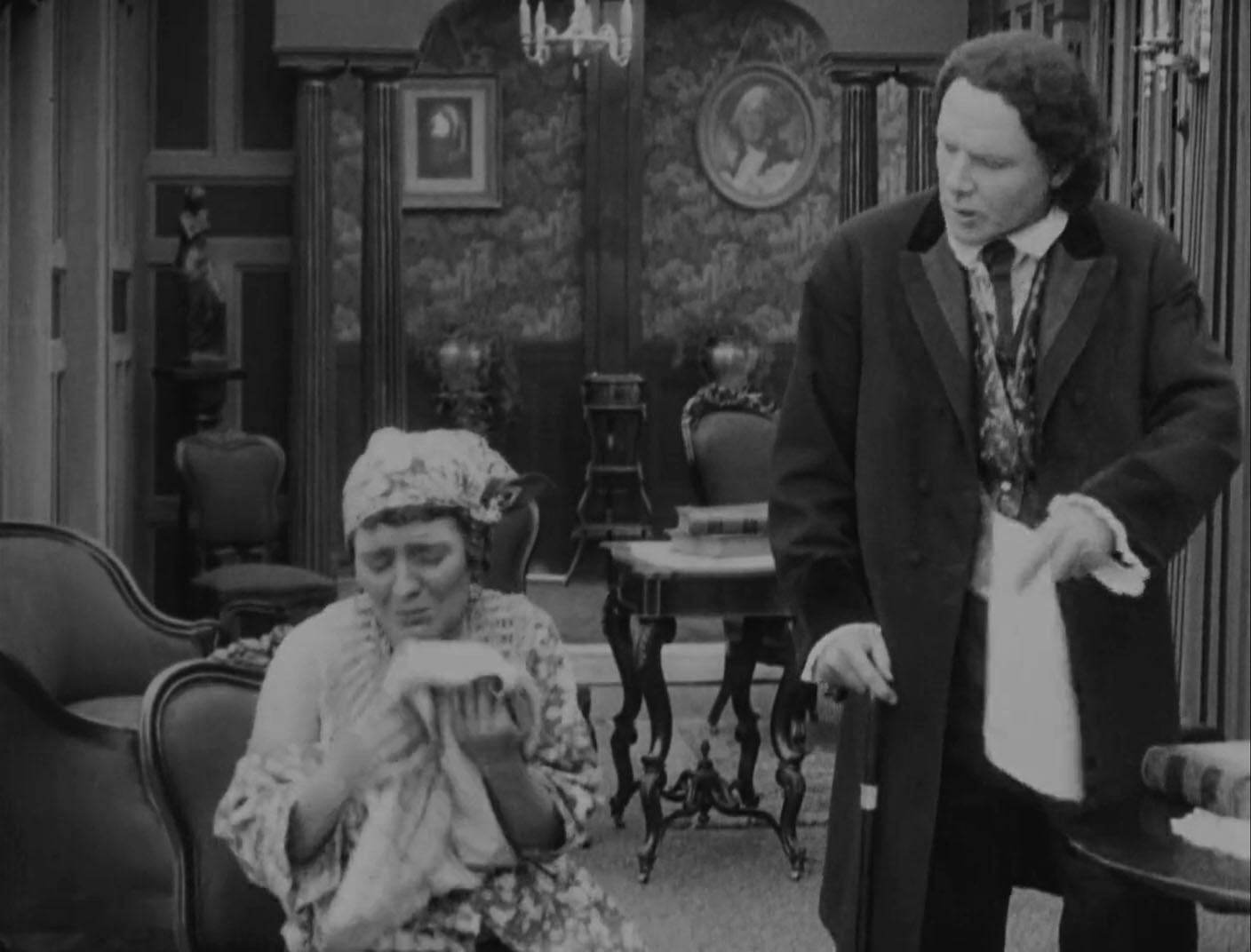
1915年电影《一個國家的誕生》

时代的车轮进入20世纪后，站在南部立场的邓宁学派兴起，对史蒂文斯普遍充满仇视。以威廉·邓宁为首的历史学家主张，激进派政客对南方存心不良，战后重建便是他们利用的机会，一心摧毁战后南方所剩无几的生命和尊严。邓宁本人认为史蒂文斯“争强好胜、一心报复、愤世嫉俗”。劳埃德·保罗·斯特赖克1929年出版的约翰逊总统传记广受好评，书中谴责史蒂文斯是“可怕的老头……处心积虑想要扼杀流血不止且四分五裂的南方”，还称史蒂文斯一心只想看到“白人、特别是南方白人女子在黑鬼统治下挣扎”，觉得如此情景无比“美妙”。1915年，D·W·格里菲斯将小托马斯·迪克逊的小说改编成电影《一個國家的誕生》，片中国会议员奥斯汀·斯通曼颇备影响但为人不智，他有跛足且头戴不合适的假发，情妇莉迪亚·布朗还是非裔，相貌都与史蒂文斯非常相似。福纳指出，历史学家赞扬林肯和安德鲁·约翰逊的雅量，史蒂文斯就成为北方对南部恶意、仇恨和不理智行径的象征。名望极高的历史学家詹姆斯·特鲁斯洛·亚当斯就称史蒂文斯是“史上身居美国高位者中最卑鄙、恶毒且道德败坏之辈”。
20世纪30年代后期，历史学家以及打算为史蒂文斯立传的作家尝试摆脱上述观念，恢复他的名誉并如实记载从政经历。托马斯·伍德利1937年的著作对史蒂文斯不无钦佩，觉得史蒂文斯的行事动机是跛足导致心中不平。1939年阿方斯·米勒的史蒂文斯传记认为，渴望正义才是传主的行事动机。两人都认为，过去一段时间面世的著作均未公平对待史蒂文斯。库伦特1942年的著作反映比尔德派史学观，把包括重建时期在内的美国全部历史视为三方经济纠葛，分别是东北部的工业利益集团（以史蒂文斯为代表），南部种植园主，以及中西部农民。库伦特认为，史蒂文斯推行的重建政策包含两大动机，一是野心受挫，二是他企图利用政治立场促进工业资本主义和共和党。在他看来，史蒂文斯虽有平等观念，但实际上却加剧不平等，“不过是推动大企业时代到来，令财富更加集中”。
拉尔夫·科恩戈尔德1955年出版史蒂文斯传记，拉开新废奴主义学派史学家研究史蒂文斯的序幕。他们反对过去将内战后前往南方帮助黑人的北方人视为“恶棍提包客”、终被“圣人救世主”打败的论点，为力图终结奴隶制、推进公民权利的人摇旗呐喊，谴责约翰逊的百般阻挠。他们认为非裔美国人才是重建政策的中心，国会唯一的失误是计划不够充分而且停止时间太早。布罗迪1959年的史蒂文斯传记便属此列，但心理传记角度内容引发争议，书中认为先天残疾对史蒂文斯的一生影响举足轻重，更加同情弱者；智慧助他成功，但对足疾耿耿于怀又限制他的社会地位发展。布罗迪还进一步认为，这种心理导致史蒂文斯不愿迎娶同等社会地位的女子
学者跟随布罗迪的脚步，驳斥将史蒂文斯描述成怀恨在心的独裁者、主宰国会只为达到目标的观点。1960年，埃里克·麦克基特里克称史蒂文斯空有机敏才智，成就却非常有限，从政经历“仿佛讲述恶魔计划的长篇漫画，一个又一个地在他眼前落空”。20世纪70年代中期，福纳宣称史蒂文斯是激进派共和党人的榜样，并非英雄造就历史，而是时势造英雄。1974年，迈克尔·莱斯·本尼迪克特声称，史蒂文斯的独裁恶名不是因为政治影响，而是性格特点所致。艾伦·博格于1989年指出，史蒂文斯担任筹款委员会期间主席基本一手包办委员会事务。
历史学家汉斯·特雷福斯1969年的激进派共和党研究论述称，史蒂文斯“仅有的毕生追求便是平衡”，他还在1991年称史蒂文斯担任众议员期间影响之大在美国历史上都名居前列。“哪怕经常落入下风，他也能凭机智、议会法律知识和纳粹的意志力”统治众议院。不过，特雷福斯1997年发表的史蒂文斯传记立场与麦克基特里克类似，觉得传主在国会相对边缘化，因立场极端导致影响有限。特雷福斯还认为布罗迪的观点略嫌过火，先天残疾对史蒂文斯的影响未必有那么大，传主和女管家的关系更是捕风捉影，很可能永远都无法确定。
史蒂文斯以机智和讽刺闻名。宾夕法尼亚州共和党领袖西蒙·卡梅隆常受腐败指控，林肯曾质问他是否偷过东西，据称史蒂文斯对此表示：“我觉得他（至少）应该不会偷烧红的火炉”。卡梅隆听闻后抗议，于是史蒂文斯又对林肯表示：“我曾告诉你，他（至少）应该不会偷烧红的火炉。我现在收回这句话。”史蒂文斯那不合适的假发一直是首都众所周知的谈论话题，但某位仰慕他的女子显然不知道那是假发，请史蒂文斯送几根头发给她当纪念品，于是他把假发取下来交给她，称想要哪撮都行。
汤米·李·琼斯在斯蒂芬·斯皮尔伯格2012年的电影《林肯》中扮演史蒂文斯，引起公众对人物的兴趣。片中的史蒂文斯是激进派核心，对第十三条修正案通过立下汗马功劳。历史学家马修·平斯克指出，电影剧本是東尼·庫許納根据多丽丝·肯斯·古德温的原著《林肯与劲敌幕僚》改编，书中仅四次提及史蒂文斯。在他看来，片中琼斯所扮人物实际上是激进派共和党人的整体缩影。片中史蒂文斯坚持原则，直到一直在提倡妥协的林肯敦促后才违心调和观点，确保修正案通过。亚伦·巴迪以本片为主题的论述称，电影中的史蒂文斯“是所有人都羞于谈论的亲戚，有些甚至太敬爱他以致不好意思说出口。他不是什么领袖，而是累赘，最光辉的英雄时刻就是他保持沉默，不敢表达心中所想的那一刻”。片中史蒂文斯和史密斯存在肉体关系，皮斯克对此不以为然：“或许历史上他们的确是情人，但为影片插上这么一段会让部分观众认为史蒂文斯坚持平等的“秘密”原因就是想把异族恋合法化”。

### 脚注
1. ↑  Trefousse 1997，第1–2頁.
2. ↑  Meltzer 1967，第3–4頁.
3. ↑  Brodie 1966，第26–27頁.
4. 1 2  Ellis & Evans 1883.
5. ↑  Trefousse 1997，第4–5頁.
6. ↑  Brodie 1966，第27–29頁.
7. ↑  Trefousse 1997，第5–7頁.
8. 1 2  Trefousse 1997，第11頁.
9. ↑  Meltzer 1967，第14頁.
10. 1 2  Brodie 1966，第32頁.
11. ↑  Meltzer 1967，第17頁.
12. 1 2  Trefousse 1997，第13–16頁.
13. ↑  Glatfelter 1993，第163頁.
14. ↑  Trefousse 1997，第21–22頁.
15. ↑  Brodie 1966，第42–45頁.
16. ↑  Brodie 1966，第38–39頁.
17. ↑  Trefousse 1997，第17, 19頁.
18. ↑  Trefousse 1997，第25–26頁.
19. ↑  Meltzer 1967，第27–29頁.
20. ↑  Trefousse 1997，第26–31頁.
21. ↑  Brodie 1966，第57–59頁.
22. ↑  Trefousse 1997，第33–37, 42–43頁.
23. ↑  Meltzer 1967，第31–32頁.
24. ↑  Brodie 1966，第59頁.
25. ↑  Glatfelter 1993，第164–166頁.
26. ↑  College History & Gettysburg College.
27. ↑  Brodie 1966，第60–61頁.
28. ↑  Trefousse 1997，第39–40頁.
29. ↑  Trefousse 1997，第40頁.
30. 1 2  Brodie 1966，第75–84頁.
31. ↑  Trefousse 1997，第57–67頁.
32. ↑  Trefousse 1997，第68–69頁.
33. 1 2  Brodie 1966，第105–106頁.
34. ↑  Berlin 1993，第155–158頁.
35. ↑  Trefousse 1997，第46頁.
36. ↑  Meltzer 1967，第52–53頁.
37. ↑  Foner 2002，第143頁.
38. ↑  Trefousse 1997，第73頁.
39. 1 2 3  Carlson 2013.
40. ↑  Delle & Levine 2004.
41. ↑  Brodie 1966，第103頁.
42. ↑  Meltzer 1967，第81–82頁.
43. ↑  Trefousse 1997，第76–77頁.
44. ↑  Thaddeus Stevens quotes & Thaddeus Stevens Society.
45. ↑  Trefousse 1997，第79–80頁.
46. ↑  Trefousse 1997，第81頁.
47. ↑  Meltzer 1967，第94頁.
48. ↑  Brodie 1966，第114頁.
49. 1 2  Brodie 1966，第116–119頁.
50. 1 2  Bond 1938，第305頁.
51. ↑  Trefousse 1997，第84–86頁.
52. ↑  Brodie 1966，第121–123頁.
53. ↑  Brodie 1966，第129–130頁.
54. ↑  Trefousse 1997，第95–97頁.
55. ↑  Brodie 1966，第130–132頁.
56. ↑  Trefousse 1997，第100–103頁.
57. ↑  Brodie 1966，第133頁.
58. ↑  Meltzer 1967，第119–121頁.
59. ↑  Trefousse 1997，第107頁.
60. ↑  Trefousse 1997，第109頁.
61. ↑  Brodie 1966，第139頁.
62. ↑  Trefousse 1997，第109–114頁.
63. ↑  Stevens 1997，第322頁.
64. ↑  Trefousse 1997，第118–119頁.
65. ↑  Brodie 1966，第153頁.
66. ↑  Trefousse 1997，第119頁.
67. ↑  Burlingame 2012，第526頁.
68. ↑  Donald 2004，第205頁.
69. ↑  Trefousse 1997，第120–121, 126–127頁.
70. ↑  Donald 1995，第424頁.
71. ↑  Brodie 1966，第161–162頁.
72. ↑  Stevens 1997，第397頁.
73. ↑  The Congressional Globe, Volume 54, Part 1, p.243
74. ↑  Trefousse 1997，第134頁.
75. ↑  Brodie 1966，第180頁.
76. ↑  Hamilton 1950，第5–6頁.
77. ↑  Trefousse 1997，第140頁.
78. ↑  Trefousse 1997，第162頁.
79. ↑  Brodie 1966，第203頁.
80. ↑  Vorenberg 2001，第182–202頁.
81. ↑  Cox & Cox 1963，第28頁.
82. ↑  Scovel 1898，第550頁.
83. ↑  Tsesis 2004，第41–43頁.
84. ↑  Brodie 1966，第204頁.
85. ↑  Bond 1938，第304頁.
86. ↑  Brodie 1966，第150–151頁.
87. ↑  Trefousse 1997，第121–122頁.
88. ↑  Trefousse 1997，第131頁.
89. ↑  Brodie 1966，第174–175頁.
90. ↑  Brodie 1966，第174–177頁.
91. ↑  Brodie 1966，第178頁.
92. ↑  Bureau of the Census 1975，第888頁.
93. ↑  Moyer 2012.
94. ↑  Tarbell 1912，第96–97頁.
95. ↑  Stewart 2009，第17–18頁.
96. ↑  Bryant-Jones 1941，第148頁.
97. ↑  Stewart 2009，第17頁.
98. ↑  Bryant-Jones 1941，第148–149頁.
99. ↑  Donald 1995，第510頁.
100. ↑  Trefousse 1997，第144–147頁.
101. ↑  Trefousse 1997，第148–149頁.
102. ↑  Harris 2000，第30–61頁.
103. ↑  Trefousse 1997，第157頁.
104. ↑  Brodie 1966，第216頁.
105. ↑  Trefousse 1997，第158–159頁.
106. ↑  Meltzer 1967，第165–167頁.
107. ↑  Trefousse 1997，第163–164頁.
108. 1 2  Brodie 1966，第225–230, 234–239頁.
109. ↑  Brodie 1966，第231頁.
110. ↑  Brodie 1966，第231–233頁.
111. ↑  Trefousse 2000，第177頁.
112. ↑  Williams 1914，第278頁.
113. ↑  Brodie 1966，第240–242頁.
114. ↑  Trefousse 1997，第176頁.
115. 1 2  Soifer 2012，第1616頁.
116. ↑  Soifer 2012，第1613頁.
117. ↑  Gans 2011，第10頁.
118. ↑  Halbrook 1998，第6–8頁.
119. ↑  Halbrook 1998，第34頁.
120. ↑  Stewart 2009，第55–57頁.
121. ↑  Du Bois 1935，第300–307頁.
122. ↑  Trefousse 1997，第178–179頁.
123. ↑  Bond 1938，第300頁.
124. 1 2  Foner 1980，第139–140頁.
125. ↑  Foner 2002，第242–247頁.
126. ↑  Trefousse 1997，第180–181頁.
127. ↑  Trefousse 1997，第181–186頁.
128. ↑  Brodie 1966，第277–289頁.
129. ↑  Foner 2002，第273–277頁.
130. ↑  Foner 2002，第282–283, 296–299, 332–333頁.
131. ↑  Amendment XIV & US Government Printing Office.
132. ↑  Brodie 1966，第296–303頁.
133. ↑  Trefousse 1997，第193頁.
134. ↑  Trefousse 1997，第194頁.
135. ↑  Johnson 1978，第110頁.
136. ↑  Trefousse 1997，第195頁.
137. ↑  Trefousse 1997，第210–212頁.
138. ↑  Foner 2002，第309頁.
139. ↑  Stewart 2009，第39頁.
140. ↑  Trefousse 1997，第217–218頁.
141. ↑  Trefousse 1997，第213–214頁.
142. ↑  Castel 1979，第136–137頁.
143. ↑  Castel 1979，第146–147頁.
144. ↑  Stewart 2009，第103–111頁.
145. ↑  Castel 1979，第158–159頁.
146. ↑  Brodie 1966，第334頁.
147. ↑  Foner 2002，第334頁.
148. ↑  Trefousse 1997，第224–225頁.
149. ↑  Trefousse 1997，第225頁.
150. ↑  Meltzer 1967，第200頁.
151. ↑  Meltzer 1967，第201頁.
152. ↑  Trefousse 1997，第226–229頁.
153. ↑  Trefousse 1997，第231–233頁.
154. ↑  Stewart 2009，第233–234頁.
155. ↑  Stewart 2009，第275–279頁.
156. ↑  Trefousse 1997，第233–234頁.
157. ↑  Trefousse 1997，第234–235頁.
158. ↑  Brodie 1966，第356–357頁.
159. ↑  Trefousse 1997，第235頁.
160. ↑  Brodie 1966，第361–363頁.
161. ↑  Brodie 1966，第363頁.
162. ↑  Brodie 1966，第364頁.
163. ↑  Brodie 1966，第366頁.
164. ↑  Trefousse 1997，第240–241頁.
165. 1 2  Meltzer 1967，第218頁.
166. ↑  Trefousse 1997，第242頁.
167. ↑  Thaddeus Stevens & The New York Times 1868，第4頁.
168. ↑  Brodie 1966，第369頁.
169. ↑  Lying in State or in Honor & Architect of the Capitol.
170. ↑  Trefousse 1997，第242–243頁.
171. ↑  Who was Lydia Hamilton Smith & Stevens & Smith Historical Site.
172. ↑  Woodley 1969，第149頁.
173. ↑  Brodie 1966，第86–87頁.
174. ↑  Brodie 1966，第87頁.
175. ↑  Stevens 1997，第219頁.
176. ↑  Brodie 1966，第88頁.
177. ↑  Brodie 1966，第90–91頁.
178. 1 2  Trefousse 1997，第244頁.
179. ↑  Brodie 1966，第92頁.
180. ↑  Trefousse 1997，第78, 90–91頁.
181. ↑  Chadwick 1883，第177頁.
182. ↑  Trefousse 1997，第136頁.
183. ↑  LancasterHistory.org.
184. ↑  Stevens Society to discuss new work & Gettysburg Times.
185. ↑  Lelyveld 1976，第41頁.
186. ↑  Current 1947，第262頁.
187. ↑  Berlin 1993，第153–154頁.
188. 1 2  Current 1947，第260頁.
189. ↑  Andreasen 2000，第78頁.
190. 1 2  Berlin 1993，第154頁.
191. ↑  Brodie 1966，第370頁.
192. 1 2  Castel 1979，第220–221頁.
193. ↑  Brodie 1966，第369–370頁.
194. ↑  Berlin 1993，第155頁.
195. ↑  Brodie 1966，第86頁.
196. ↑  Foner 1976，第14頁.
197. ↑  Adams 1931，第275頁.
198. ↑  Berlin 1993，第155–157頁.
199. ↑  Berlin 1993，第157頁.
200. ↑  Castel 1979，第222, 225頁.
201. ↑  Andreasen 2000，第76–77頁.
202. ↑  Andreasen 2000，第79頁.
203. ↑  Andreasen 2000，第79–80頁.
204. ↑  Andreasen 2000，第75頁.
205. ↑  Trefousse 1991，第214頁.
206. ↑  Andreasen 2000，第80頁.
207. ↑  Andreasen 2000，第77頁.
208. 1 2  Glass 2016.
209. ↑  Korngold 1974，第18頁.
210. 1 2  Pinsker 2013.
211. ↑  Bady 2012.

## 扩展阅读
- Beale, Howard K. . Ungar. 1958 [1930]  [2020-11-14]. ISBN 978-0804410854. （原始内容存档于2020-12-20）.
- Benedict, Michael Les. . Norton. 1974  [2020-11-14]. ISBN 9780393055245. （原始内容存档于2020-12-20）.
- Pitts, Joe. . Sixteenth Congressional District of Pennsylvania (United States House of Representatives). 2002-04-24  [2011-08-30]. （原始内容存档于2011-08-30）.
- Simpson, Brooks D. . Pennsylvania History (University Park, PA: Penn State University Press). 1993-04, 60 (2): 176–188. JSTOR 27773617.
- Belz, Herman. . Praeger. 1979 [1969]. ISBN 978-0313208621.
- Bowers, Claude Gernade. . Houghton Mifflin. 1929  [2020-11-15]. ISBN 9781404762015. （原始内容存档于2020-12-20）.
- Kendrick, Benjamin B. . New York: Columbia University. 1914  [2020-11-15].
- Jolly, James A. . Journal of the Lancaster County Historical Society. 1970, 74 (2): 33–71. ASIN B0006Y3K3E.
- Woodburn, James Albert. . The American Historical Review. 1907-04, 12 (3): 567–583  [2020-11-15]. （原始内容存档于2020-12-20）.
- Graber, Mark A.  (PDF). Columbia Law Review. 2012-11, 112 (7): 1501–1549  [2020-11-16]. （原始内容存档 (PDF)于2015-06-10）.
- Woodburn, James Albert. . 1913  [2020-11-16].
- Lawson, Elizabeth.  1962 reprint. New York: International Publishers. 1942  [2020-11-15].
- Callender, Edward Beecher. . Boston: A. Williams and Company. 1882  [2020-11-15].
- Everdell, William R. . . Chicago: University of Chicago Press. 2000  [2020-11-15]. ISBN 9780226224824. （原始内容存档于2020-12-20）.
- Current, Richard Nelson. . University of Wisconsin Press. 1942  [2020-11-15]. （原始内容存档于2020-12-20）.
- Eric Foner; Eric McKitrick. . Stanley Elkins  (编).  (PDF). Knopf. 1974  [2020-11-15]. ISBN 9780394491073. （原始内容存档 (PDF)于2020-12-16）.
- Goldenberg, Barry M. . Los Angeles, CA: Critical Minds Press. 2011  [2020-11-15]. ISBN 9780615504582. （原始内容存档于2020-12-20）.
- Shepard, Christopher. . Pennsylvania History: A Journal of Mid-Atlantic Studies (Pennsylvania State University Press). Winter 2013, 80 (1): 37–50  [2020-11-15]. （原始内容存档于2020-12-16）.
- McCall, Samuel Walker. . Houghton Mifflin. 1899  [2020-11-16]. ISBN 9780841463868. （原始内容存档于2020-12-20）.
- Stryker, Lloyd Paul. . The American Historical Review (New York: Macmillan). 1929-10, 35 (1): 139–140  [2020-11-16]. （原始内容存档于2020-12-19）.
- Zeitz, Josh. . American National Biography. Oxford University Press. 1999-12-02  [2020-11-17]. （原始内容存档于2018-06-04）.
- Pickens, Donald K. . Civil War History. 1985-03, 31 (1): 57–73  [2020-11-17]. （原始内容存档于2018-06-02）.
- William Pitt Fessenden; Thaddeus Stevens; United States Congress.  (报告). U.S. Government Printing Office. 1866  [2020-11-17]. （原始内容存档于2020-12-20）.
- . U.S. Government Printing Office. 1869  [2020-11-17]. （原始内容存档于2020-12-20）.